# Sovjet-Unie op de Olympische Zomerspelen 1976
De Sovjet-Unie nam deel aan de Olympische Zomerspelen 1976 in Montréal, Canada. Met een recordaantal van 125 medailles werd voor de tweede achtereenvolgende keer het medailleklassement gewonnen. Ten opzichte van de vorige editie werd een gouden medaille minder gewonnen.

## Medaillewinnaars
| Sport            | Olympiër | Discipline                | Medaille |
| ---------------- | --- | ------------------------- | -------- |
| Atletiek         | Viktor Sanjejev | hink-stap-springen (m)    | Goud     |
| Atletiek         | Joeri Sedych | kogelslingeren (m)        | Goud     |
| Atletiek         | Tatjana Kazankina | 800m (v)                  | Goud     |
| Atletiek         | Tatjana Kazankina | 1500m (v)                 | Goud     |
| Basketbal        | Angelė Rupšienė Tetjana Zacharova Raisa Koervjakova Olga Barisjeva Tatjana Ovetsjkina Nadezjda Sjoevajeva Uļjana Semjonova Nadezjda Zacharova Nelli Ferjabnikova Olga Soecharnova Tamāra Dauniene Natalja Klymova                                                | vrouwen                   | Goud     |
| Gewichtheffen    | Aleksandr Voronin | -52kg (m)                 | Goud     |
| Gewichtheffen    | Nikolai Kolesnikov | -60kg (m)                 | Goud     |
| Gewichtheffen    | Petro Korol | -67,5kg (m)               | Goud     |
| Gewichtheffen    | Valery Sjary | -82,5kg (m)               | Goud     |
| Gewichtheffen    | David Rigert | -90kg (m)                 | Goud     |
| Gewichtheffen    | Joeri Zaitsev | -110kg (m)                | Goud     |
| Gewichtheffen    | Vasili Aleksejev | +110kg (m)                | Goud     |
| Handbal          | Aleksandr Anpilogov Yevgeni Chernyshov Anatoli Fedyukin Valeri Gassy Vasily Ilyin Mykhaylo Ishchenko Yuri Kidyaev Yury Klimov Vladimir Kravtsov Serhiy Kushniryuk Yuriy Lahutyn Vladimir Maksimov Oleksandr Rezanov Mykola Tomyn                                 | mannen                    | Goud     |
| Handbal          | Ljoedmila Poradnyk Aldona Česaitytė Tetyana Hlushchenko Larysa Karlova Tetyana Kocherhina Mariya Litoshenko Nina Lobova Lyubov Odynokova Lyudmyla Panchuk Rafiga Shabanova Lyudmila Shubina Zinaida Turchyna Nataliya Tymoshkina Halyna Zacharova                | vrouwen                   | Goud     |
| Judo             | Vladimir Nevzorov | -70kg (m)                 | Goud     |
| Judo             | Serhei Novikov | +93kg (m)                 | Goud     |
| Kanovaren        | Aleksandr Rogov | C-1 500m (m)              | Goud     |
| Kanovaren        | Sergej Petrenko Aleksandr Vinogradov | C-2 500m (m)              | Goud     |
| Kanovaren        | Sergej Petrenko Aleksandr Vinogradov | C-2 1000m (m)             | Goud     |
| Kanovaren        | Sergej Nagorny Vladimir Romanovski | K-2 1000m (m)             | Goud     |
| Kanovaren        | Sergej Tsjoechrai Aleksandr Degtjarev Joeri Filatov Vladimir Morozov | K-4 1000m (m)             | Goud     |
| Kanovaren        | Nina Gopova Galina Kreft | K-2 500m (v)              | Goud     |
| Roeien           | Vladimir Jesjinov Nikolai Ivanov Michail Koeznetsov Aleksandr Klepikov Aleksandr Loekjanov | vier-met (m)              | Goud     |
| Schermen         | Viktor Krovopoeskov | sabel (m)                 | Goud     |
| Schermen         | Viktor Krovopoeskov Edoeard Vinokoerov Viktor Sidjak Vladimir Naslimov Michail Boertsev | sabel team (m)            | Goud     |
| Schermen         | Jelena Belova Olga Knjazeva Valentina Sidorova Nailia Giljazova Valentina Nikonova | floret team (v)           | Goud     |
| Schietsport      | Aleksandr Gazov | 50m lopend schijf         | Goud     |
| Schoonspringen   | Jelena Vajtsechovskaja | 10m toren (v)             | Goud     |
| Turnen           | Nikolaj Andrianov | individuele meerkamp (m)  | Goud     |
| Turnen           | Nikolaj Andrianov | ringen (m)                | Goud     |
| Turnen           | Nikolaj Andrianov | sprong (m)                | Goud     |
| Turnen           | Nikolaj Andrianov | vloer (m)                 | Goud     |
| Turnen           | Nelli Kim Ljoedmila Toerisjtsjeva Olga Korboet Elvira Saadi Maria Filatova Svetlana Grozdova | meerkamp team (v)         | Goud     |
| Turnen           | Nelli Kim | sprong (v)                | Goud     |
| Turnen           | Nelli Kim | vloer (v)                 | Goud     |
| Wielersport      | Anatoli Tsjoekanov Valeri Tsjaplygin Vladimir Kaminski Aavo Pikkuus | ploegentijdrit (m)        | Goud     |
| Worstelen        | Aleksej Sjoemakov | -48kg Grieks-Romeins (m)  | Goud     |
| Worstelen        | Vitali Konstantinov | -52kg Grieks-Romeins (m)  | Goud     |
| Worstelen        | Soeren Nalbandjan | -68kg Grieks-Romeins (m)  | Goud     |
| Worstelen        | Anatoli Bykov | -74kg Grieks-Romeins (m)  | Goud     |
| Worstelen        | Valeri Rezantsev | -90kg Grieks-Romeins (m)  | Goud     |
| Worstelen        | Nikolai Balbosjin | -100kg Grieks-Romeins (m) | Goud     |
| Worstelen        | Aleksandr Koltsjinski | +100kg Grieks-Romeins (m) | Goud     |
| Worstelen        | Vladimir Joemin | -57kg vrije stijl (m)     | Goud     |
| Worstelen        | Pavel Pinigin | -68kg vrije stijl (m)     | Goud     |
| Worstelen        | Levan Tediasjvili | -90kg vrije stijl (m)     | Goud     |
| Worstelen        | Ivan Jarygin | -100kg vrije stijl (m)    | Goud     |
| Worstelen        | Soslan Andijev | +100kg vrije stijl (m)    | Goud     |
| Zwemmen          | Marina Kosjevaja | 200m schoolslag (v)       | Goud     |
|                  | |                           |          |
| Atletiek         | Jevgeni Mironov | kogelstoten (m)           | Zilver   |
| Atletiek         | Aleksej Spiridonov | kogelslingeren (m)        | Zilver   |
| Atletiek         | Tatyana Anisimova | 100m horden (v)           | Zilver   |
| Atletiek         | Nadezjda Tsjizjova | kogelstoten (v)           | Zilver   |
| Boksen           | Roefat Riskijev | -75kg (m)                 | Zilver   |
| Boogschieten     | Valentyna Kovpan | individueel (v)           | Zilver   |
| Gewichtheffen    | Vartan Militosjan | -75kg (m)                 | Zilver   |
| Judo             | Valeri Dvoinikov | -80kg (m)                 | Zilver   |
| Judo             | Ramas Sjarsjiladse | -93kg (m)                 | Zilver   |
| Kanovaren        | Vasili Joertsjenko | C-1 1000m (m)             | Zilver   |
| Kanovaren        | Sergej Nagorny Vladimir Romanovski | K-2 500m (m)              | Zilver   |
| Kanovaren        | Tatjana Korsjoenova | K-1 500m (v)              | Zilver   |
| Moderne vijfkamp | Pavel Lednjev | individueel (m)           | Zilver   |
| Roeien           | Dmitri Bechterev Joeri Sjoerkalov Joeri Lorentson | twee-met (m)              | Zilver   |
| Roeien           | Vytautas Butkus Jevgeni Doelejev Joeri Jakimov Aivars Lazdenieks | dubbel-vier (m)           | Zilver   |
| Roeien           | Anna Kondrasjina Mira Brjoenina Larissa Aleksandrova Galina Jermolajeva Nadezjda Tsjernysjova | vier met (v)              | Zilver   |
| Roeien           | Ljoebov Talalajeva Nadezjda Rosjtsjina Klavdija Kozenkova Jelena Zoebko Olga Kolkova Nelli Tarakanova Nadija Rozgon Olga Goezenko Olga Poegovskaja | acht (v)                  | Zilver   |
| Schermen         | Aleksandr Romankov | floret (m)                | Zilver   |
| Schermen         | Vladimir Naslimov | sabel (m)                 | Zilver   |
| Schietsport      | Aleksandr Kedyarov | 50m lopend schijf         | Zilver   |
| Turnen           | Nikolaj Andrianov Vladimir Markelov Aleksandr Dityatin Gennadi Kryssin Vladimir Martsjenko Vladimir Tikhonov | meerkamp team (m)         | Zilver   |
| Turnen           | Nikolaj Andrianov | brug (m)                  | Zilver   |
| Turnen           | Aleksandr Dityatin | ringen (m)                | Zilver   |
| Turnen           | Vladimir Martsjenko | vloer (m)                 | Zilver   |
| Turnen           | Nelli Kim | individuele meerkamp (v)  | Zilver   |
| Turnen           | Olga Korboet | balk (v)                  | Zilver   |
| Turnen           | Ljoedmila Toerisjtsjeva | sprong (v)                | Zilver   |
| Turnen           | Ljoedmila Toerisjtsjeva | vloer (v)                 | Zilver   |
| Volleybal        | Yefim Chulak Vladimir Kondra Yuri Starunsky Vladimir Chernyshov Vladimir Dorokhov Aleksandr Ermilov Oleh Molyboha Anatoliy Polishchuk Aleksandr Savin Pāvels Seļivanovs Vladimir Ulanov Vjatsjeslav Zajtsev                                                      | zaal (m)                  | Zilver   |
| Volleybal        | Inna Ryskal Nina Smoleeva Larisa Bergen Liudmila Chernyshova Olga Kozakova Natalya Kushnir Nina Muradyan Liliya Osadchaya Anna Rostova Lyubov Rudovskaya Lyudmila Shchetinina Zoya Yusova                                                                        | zaal (v)                  | Zilver   |
| Wielersport      | Viktor Sokolov Vladimir Ossokin Aleksandr Perov Vitali Petrakov | ploegenachtervolging (m)  | Zilver   |
| Worstelen        | Nelson Davidjan | -62kg Grieks-Romeins (m)  | Zilver   |
| Worstelen        | Vladimir Tsjeboksarov | -82kg Grieks-Romeins (m)  | Zilver   |
| Worstelen        | Roman Dmitrijev | -48kg vrije stijl (m)     | Zilver   |
| Worstelen        | Aleksandr Ivanov | -52kg vrije stijl (m)     | Zilver   |
| Worstelen        | Viktor Novozjilov | -82kg vrije stijl (m)     | Zilver   |
| Zeilen           | Andrej Balaschov | finn                      | Zilver   |
| Zeilen           | Vladislav Akimenko Valentin Mankin | tempest klasse            | Zilver   |
| Zwemmen          | Vladimir Raskatov Andrei Bogdanov Sergej Kopljakov Andrej Krylov | 4x200m vrije slag (m)     | Zilver   |
| Zwemmen          | Ljoebov Roesanova | 100m schoolslag (v)       | Zilver   |
| Zwemmen          | Marina Joertsjenja | 200m schoolslag (v)       | Zilver   |
|                  | |                           |          |
| Atletiek         | Valeri Borzov | 100m (m)                  | Brons    |
| Atletiek         | Jevgeni Gavrilenko | 400m horden (m)           | Brons    |
| Atletiek         | Aleksandr Aksinin Nikolai Kolesnikov Juris Silovs Valeri Borzov | 4x100m (m)                | Brons    |
| Atletiek         | Aleksandr Barysjnikov | kogelstoten (m)           | Brons    |
| Atletiek         | Anatoli Bondartsjoek | kogelslingeren (m)        | Brons    |
| Atletiek         | Nikolay Avilov | tienkamp (m)              | Brons    |
| Atletiek         | Natalja Lebedjeva | 100m horden (v)           | Brons    |
| Atletiek         | Tatjana Prorotsjenko Ljoedmila Maslakova Nadeshda Besfamilnaja Vera Anisimova | 4x100m (v)                | Brons    |
| Atletiek         | Inta Klimoviča Ljoedmila Aksenova Natalja Sokolova Nadezjda Iljina | 4x400m (v)                | Brons    |
| Atletiek         | Lidija Alfejeva | verspringen (v)           | Brons    |
| Basketbal        | Vladimir Arzamaskov Oleksandr Salnikov Valeri Miloserdov Alzjan Zjarmoechamedov Andrej Makejev Ivan Edesjko Sergej Belov Vladimir Tkatsjenko Anatoli Mysjkin Micheil Korkia Aleksandr Belov Vladimir Zjigili                                                     | mannen                    | Brons    |
| Boksen           | David Torosjan | -51kg (m)                 | Brons    |
| Boksen           | Viktor Rybakov | -54kg (m)                 | Brons    |
| Boksen           | Vassili Solomin | -60kg (m)                 | Brons    |
| Boksen           | Viktor Savtsjenko | -71kg (m)                 | Brons    |
| Boogschieten     | Zebiniso Roestamova | team (v)                  | Brons    |
| Judo             | Sjota Tsjotsjisjvili | open klasse (m)           | Brons    |
| Roeien           | Raul Arnemann Nikolai Koeznetsov Valeri Dolinin Anoesjavan Gasan-Dzjalalov | vier-zonder (m)           | Brons    |
| Roeien           | Jelena Antonova | skiff (v)                 | Brons    |
| Roeien           | Leonora Kaminskaitė Genovaitė Ramoškienė | dubbel-twee (v)           | Brons    |
| Roeien           | Ginka Gjoerova Mariika Modeva Liliane Vasseva Reni Jordanova Kapka Georgijeva | vier-met (v)              | Brons    |
| Schermen         | Viktor Sidjak | sabel (m)                 | Brons    |
| Schermen         | Jelena Belova | floret (v)                | Brons    |
| Schietsport      | Gennadi Loesjtsjikov | 50m geweer liggend        | Brons    |
| Schoonspringen   | Aleksandr Kosenkov | 3m plank (v)              | Brons    |
| Schoonspringen   | Vladimir Alejnik | 10m toren (m)             | Brons    |
| Turnen           | Nikolaj Andrianov | paard voltige (m)         | Brons    |
| Turnen           | Ljoedmila Toerisjtsjeva | individuele meerkamp (v)  | Brons    |
| Voetbal          | Oleh Blochin Viktor Kolotov Vladimir Onisjtsjenko Vladimir Astapovsky Leonid Boerjak Michajlo Fomenko Vladimir Fjodorov Anatoly Konkov Viktor Matvijenko Aleksandr Minayev Leonid Nazarenko Stefan Resjko Vladimir Trosjkin Vladimir Veremeev Viktor Zvjagintsev | mannen                    | Brons    |
| Worstelen        | Farhat Moestafin | -57kg Grieks-Romeins (m)  | Brons    |
| Zwemmen          | Vladimir Raskatov | 400m vrije slag (m)       | Brons    |
| Zwemmen          | Arvidas Juozaitis | 100m schoolslag (m)       | Brons    |
| Zwemmen          | Andrej Smirnov | 400m wisselslag (m)       | Brons    |
| Zwemmen          | Marina Kosjevaja | 100m schoolslag (v)       | Brons    |
| Zwemmen          | Ljoebov Roesanova | 200m schoolslag (v)       | Brons    |

## Deelnemers en resultaten

### Atletiek
| Olympiër                                                                               | Discipline               | Resultaat | Prestatie |
| -------------------------------------------------------------------------------------- | ------------------------ | --------- | --- |
| Aleksandr Aksinin                                                                      | 100m (m)                 | 11e       | serie 5: 3de in 10,60 kwartfinale 1: 4de in 10,55 halve finale 2: 7de in 10,50 |
| Valery Borzov                                                                          | 100m (m)                 | Brons     | serie 6: 2de in 10,53 kwartfinale 3: 2de in 10,39 halve finale 1: 2de in 10,30 finale: 3de in 10,14 |
| Juris Silovs                                                                           | 100m (m)                 | DNF       | serie 9: 3de in 10,70 kwartfinale 4: niet gestart |
| Aleksandr Aksinin                                                                      | 200m (m)                 | DNS       | serie 2: niet gestart |
| Valery Borzov                                                                          | 200m (m)                 | DNS       | serie 6: niet gestart |
| Nikolay Kolesnikov                                                                     | 200m (m)                 | 12e       | serie 4: 4de in 21,33 kwartfinale 2: 4de in 21,08 halve finale 1: 7de in 21,25 |
| Viktor Anokhin                                                                         | 800m (m)                 | 13e       | serie 1: 6de in 1.46,81 halve finale 2: 7de in 1.47,71 |
| Vladimir Ponomaryov                                                                    | 800m (m)                 | 24e       | serie 5: 3de in 1.48,59 |
| Boris Kuznetsov                                                                        | 5000m (m)                | DNF       | serie 1: 3de in 13.32,78 finale: niet gefinisht |
| Enn Sellik                                                                             | 5000m (m)                | 11e       | serie 3: 4de in 13.20,81 finale: 11de in 13.36,72 |
| Vyacheslav Kulebyakin                                                                  | 110m horden (m)          | 7e        | serie 1: 3de in 13,99 halve finale 2: 4de in 13,59 finale: 7de in 13,93 |
| Viktor Myasnikov                                                                       | 110m horden (m)          | 8e        | serie 3: 2de in 13,81 halve finale 1: 3de in 13,70 finale: 8ste in 13,94 |
| Yevgeny Gavrilenko                                                                     | 400m horden (m)          | Brons     | serie 3: 2de in 50,93 halve finale 2: 2de in 49,73 finale: 3de in 49,45 |
| Dmitry Stukalov                                                                        | 400m horden (m)          | 11e       | serie 2: 3de in 50,78 halve finale 1: 5de in 50,47 |
| Aleksandr Aksinin Valeri Borzov Nikolai Kolesnikov Juris Silovs                        | 4x100m (m)               | Brons     | serie 2: 3de in 39,98 halve finale 1: 3de in 39,36 finale: 3de in 38,78 |
| Viktor Anokhin Yevgeny Gavrilenko Viktor Myasnikov Vladimir Ponomaryov Dmitry Stukalov | 4x400m (m)               | 12e       | serie 2: 6de in 3.07,72 |
| Aleksandr Gotsky                                                                       | marathon (m)             | 9e        | 2:15.34 |
| Leonid Moseyev                                                                         | marathon (m)             | 7e        | 2:13.33 |
| Yury Velikorodnykh                                                                     | marathon (m)             | 24e       | 2:19.45 |
| Otto Barch                                                                             | 20km snelwandelen (m)    | 13e       | 1:31.12,4 |
| Vladimir Golubnichy                                                                    | 20km snelwandelen (m)    | 7e        | 1:29.24,6 |
| Viktor Semyonov                                                                        | 20km snelwandelen (m)    | 15e       | 1:31.59,0 |
| Tõnu Lepik                                                                             | verspringen (m)          | 20e       | kwalificatie groep A: 14de met 7,49m |
| Aleksey Pereverzev                                                                     | verspringen (m)          | 10e       | kwalificatie groep A: 10de met 7,78m finale: 10de met 7,66m |
| Valery Podluzhny                                                                       | verspringen (m)          | 7e        | kwalificatie groep A: 4de met 7,90m finale: 7de met 7,88m |
| Viktor Saneyev                                                                         | hink-stap-springen (m)   | Goud      | kwalificatie groep A: 2de met 16,77m finale: 1ste met 17,29m |
| Valentin Shevchenko                                                                    | hink-stap-springen (m)   | 15e       | kwalificatie groep B: 5de met 16,15m |
| Sergey Budalov                                                                         | hoogspringen (m)         | 4e        | kwalificatie groep A: 4de met 2,16m finale: 4de met 2,21m |
| Sergey Senyukov                                                                        | hoogspringen (m)         | 5e        | kwalificatie groep A: 2de met 2,16m finale: 5de met 2,18m |
| Yury Isakov                                                                            | polsstokhoogspringen (m) | DNF       | kwalificatie groep A: geen geldige poging |
| Vladimir Kishkun                                                                       | polsstokhoogspringen (m) | 13e       | kwalificatie groep A: 10de met 5,10m finale: 13de met 5,20m |
| Yury Prokhorenko                                                                       | polsstokhoogspringen (m) | 10e       | kwalificatie groep A: 1ste met 5,10m finale: 10de met 5,25m |
| Aleksandr Baryshnikov                                                                  | kogelstoten (m)          | Brons     | kwalificatie groep B: 1ste met 21,32m finale: 3de met 21,00m |
| Yevgeny Mironov                                                                        | kogelstoten (m)          | Zilver    | kwalificatie groep B: 2de met 20,26m finale: 2de met 21,03m |
| Nikolay Vikhor                                                                         | discuswerpen (m)         | 21e       | kwalificatie groep A: 14de met 57,50m |
| Jānis Lūsis                                                                            | speerwerpen (m)          | 8e        | kwalificatie groep A: 7de met 82,08m finale: 8ste met 80,26m |
| Vasily Yershov                                                                         | speerwerpen (m)          | 6e        | kwalificatie groep B: 3de met 85,68m finale: 6de met 85,26m |
| Anatoly Bondarchuk                                                                     | kogelslingeren (m)       | Brons     | kwalificatie groep A: 3de met 71,08m finale: 3de met 75,48m |
| Yury Sedykh                                                                            | kogelslingeren (m)       | Goud      | kwalificatie groep A: 2de met 71,46m finale: 1ste met 77,52m (OR) |
| Aleksey Spiridonov                                                                     | kogelslingeren (m)       | Zilver    | kwalificatie groep A: 6de met 70,64m finale: 2de met 76,08m |
| Nikolay Avilov                                                                         | tienkamp (m)             | Brons     | 100m: 20ste in 11,23 verspringen: 1ste met 7,52m kogelstoten: 6de met 14,81m hoogspringen: 1ste met 2,14m 400m: 7de in 48,16 110m horden: 1ste in 14,20 discuswerpen: 7de met 45,60m polsstokhoogspringen: 9de met 4,45m speerwerpen: 9de met 62,28m 1500m: 5de in 4.26,26 totaal: 8369 punten     |
| Aleksandr Grebenyuk                                                                    | tienkamp (m)             | 9e        | 100m: 15de in 11,10 verspringen: 26ste met 6,53m kogelstoten: 8ste met 14,69m hoogspringen: 8ste met 1,97m 400m: 14de in 49,21 110m horden: 12de in 15,05 discuswerpen: 2de met 47,16m polsstokhoogspringen: 19de met 4,00m speerwerpen: 5de met 68,42m 1500m: 16de in 4.39,62 totaal: 7803 punten |
| Leonid Litvinenko                                                                      | tienkamp (m)             | 7e        | 100m: 16de in 11,12 verspringen: 22ste met 6,92m kogelstoten: 10de met 14,20m hoogspringen: 13de met 1,91m 400m: 10de in 48,44 110m horden: 4de in 14,71 discuswerpen: 4de met 46,26m polsstokhoogspringen: 5de met 4,60m speerwerpen: 16de met 53,66m 1500m: 1ste in 4.11,41 totaal: 8025 punten  |
|                                                                                        |                          |           | |
| Vera Anisimova                                                                         | 100m (v)                 | 12e       | serie 4: 2de in 11,37 kwartfinale 4: 4de in 11,47 halve finale 1: 6de in 11,39 |
| Nadezhda Besfamilnaya                                                                  | 100m (v)                 | 23e       | serie 5: 4de in 11,52 kwartfinale 1: 5de in 11,63 |
| Lyudmila Maslakova                                                                     | 100m (v)                 | 10e       | serie 1: 2de in 11,30 kwartfinale 3: 3de in 11,37 halve finale 1: 5de in 11,34 |
| Nadezhda Besfamilnaya                                                                  | 200m (v)                 | 14e       | serie 3: 2de in 23,39 kwartfinale 1: 4de in 23,48 halve finale 2: 8ste in 23,38 |
| Lyudmila Maslakova                                                                     | 200m (v)                 | 18e       | serie 4: 4de in 23,51 kwartfinale 4: 5de in 23,63 |
| Tatyana Prorochenko                                                                    | 200m (v)                 | 6e        | serie 6: 2de in 23,21 kwartfinale 2: 3de in 23,11 halve finale 1: 4de in 23,03 finale: 6de in 23,03 |
| Lyudmila Aksyonova                                                                     | 400m (v)                 | 11e       | serie 5: 3de in 52,90 kwartfinale 1: 4de in 51,73 halve finale 1: 6de in 51,55 |
| Nadezhda Ilyina                                                                        | 400m (v)                 | 9e        | serie 6: 1ste in 51,97 kwartfinale 3: 2de in 51,32 halve finale 2: 5de in 51,42 |
| Nataliya Sokolova                                                                      | 400m (v)                 | 14e       | serie 4: 2de in 52,45 kwartfinale 2: 1ste in 51,63 halve finale 2: 8ste in 51,95 |
| Valentina Gerasimova                                                                   | 800m (v)                 | 11e       | serie 3: 2de in 1.59,68 halve finale 2: 6de in 2.01,00 |
| Tatyana Kazankina                                                                      | 800m (v)                 | Goud      | serie 5: 1ste in 2.00,15 halve finale 1: 2de in 1.57,49 finale: 1ste in 1.54,94 (WR) |
| Svetlana Styrkina                                                                      | 800m (v)                 | 5e        | serie 1: 1ste in 2.00,12 halve finale 2: 1ste in 1.57,28 finale: 5de in 1.56,44 |
| Lyudmila Bragina                                                                       | 1500m (v)                | 5e        | serie 2: 1ste in 4.07,11 halve finale 1: 3de in 4.02,41 finale: 5de in 4.07,20 |
| Raisa Katyukova                                                                        | 1500m (v)                | 9e        | serie 1: 2de in 4.10,88 halve finale 1: 6de in 4.03,20 |
| Tatyana Kazankina                                                                      | 1500m (v)                | Goud      | serie 3: 2de in 4.12,10 halve finale 2: 1ste in 4.07,37 finale: 1ste in 4.05,48 |
| Tatyana Anisimova                                                                      | 100m horden (v)          | Zilver    | serie 1: 1ste in 12,98 halve finale 2: 1ste in 13,08 finale: 2de in 12,78 |
| Lyubov Kononova                                                                        | 100m horden (v)          | DNF       | serie 4: 3de in 13,36 halve finale 3: niet gefinisht |
| Nataliya Lebedeva                                                                      | 100m horden (v)          | Brons     | serie 3: 1ste in 12,94 halve finale 1: 3de in 13,03 finale: 3de in 12,80 |
| Vera Anisimova Nadeshda Besfamilnaja Tatjana Prorotsjenko Ljoedmila Maslakova          | 4x100m (v)               | Brons     | serie 1: 2de in 43,33 finale: 3de in 43,09 |
| Ljoedmila Aksenova Nadezjda Iljina Inta Klimoviča Natalja Sokolova                     | 4x400m (v)               | Brons     | serie 1: 1ste in 3.24,54 finale: 3de in 3.24,24 |
| Lidiya Alfeyeva                                                                        | verspringen (v)          | Brons     | kwalificatie groep B: 1ste met 6,54m finale: 3de met 6,60m |
| Lyudmila Borsuk                                                                        | verspringen (v)          | 12e       | kwalificatie groep B: 11de met 5,98m |
| Galina Filatova                                                                        | hoogspringen (v)         | 12e       | kwalificatie groep A: 2de met 1,80m finale: 12de met 1,84m |
| Nadezhda Marinenko                                                                     | hoogspringen (v)         | 27e       | kwalificatie groep A: 17de met 1,70m |
| Tatyana Shlyakhto                                                                      | hoogspringen (v)         | 6e        | kwalificatie groep A: 4de met 1,80m finale: 6de met 1,87m |
| Nadezhda Chizhova                                                                      | kogelstoten (v)          | Zilver    | 20,96m |
| Esfir Krachevskaya                                                                     | kogelstoten (v)          | 9e        | 18,36m |
| Faina Melnik                                                                           | kogelstoten (v)          | 10e       | 18,07m |
| Olga Andrianova                                                                        | discuswerpen (v)         | 10e       | kwalificatie: 8ste met 58,66m finale: 10de met 60,80m |
| Nataliya Gorbachova                                                                    | discuswerpen (v)         | 8e        | kwalificatie: 6de met 59,84m finale: 8ste met 63,46m |
| Faina Melnik                                                                           | discuswerpen (v)         | 4e        | kwalificatie: 2de met 63,74m finale: 4de met 66,40m |
| Svetlana Babich                                                                        | speerwerpen (v)          | 6e        | kwalificatie: 8ste met 56,82m finale: 6de met 59,42m |
| Nadezhda Yakubovich                                                                    | speerwerpen (v)          | 7e        | kwalificatie: 10de met 56,56m finale: 7de met 59,16m |
| Lyudmila Popovskaya                                                                    | vijfkamp (v)             | 4e        | 100m horden: 5de in 13,33 kogelstoten: 2de met 15,02m hoogspringen: 7de met 1,74m verspringen: 7de met 6,19m 200m: 4de in 24,10 totaal: 4700 punten |
| Nadezhda Tkachenko                                                                     | vijfkamp (v)             | 5e        | 100m horden: 6de in 13,41 kogelstoten: 3de met 14,90m hoogspringen: 2de met 1,80m verspringen: 8ste met 6,08m 200m: 6de in 24,61 totaal: 4669 punten |
| Tatyana Vorokhobko                                                                     | vijfkamp (v)             | 14e       | 100m horden: 3de in 13,31 kogelstoten: 9de met 13,08m hoogspringen: 7de met 1,74m verspringen: 19de met 4,97m 200m: 12de in 24,85 totaal: 4245 punten |

### Basketbal

#### Mannen
| Olympiër | Discipline | Resultaat | Prestatie |
| --- | ---------- | --------- | --- |
| Vladimir Arzamaskov Aleksandr Belov Sergej Belov Ivan Edesjko Micheil Korkia Andrej Makejev Valeri Miloserdov Anatoli Mysjkin Oleksandr Salnikov Vladimir Tkatsjenko Alzjan Zjarmoechamedov Vladimir Zjigili | mannen     | Brons     | groep A: 1ste W van Mexico: 120-77 W van Australië: 93-77 W van Canada: 108-85 W van Japan: 129-63 W van Cuba: 98-72 bronzen finale: V van Joegoslavië: 84-89 bronzen finale: W van Canada: 100-72 |

| Groep A |             |             |             |             |            |            |            |        |
| #       | Land        | Wedstrijden | Wedstrijden | Wedstrijden | Doelpunten | Doelpunten | Doelpunten | Punten |
| #       | Land        | G           | W           | V           | V          | T          | Saldo      | Punten |
| 1       | Sovjet-Unie | 5           | 5           | 0           | 548        | 374        | +174       | 10     |
| 2       | Canada      | 5           | 4           | 1           | 446        | 416        | +30        | 9      |
| 3       | Cuba        | 5           | 3           | 2           | 448        | 402        | +46        | 8      |
| 4       | Australië   | 5           | 2           | 3           | 472        | 481        | −9         | 7      |
| 5       | Mexico      | 5           | 1           | 4           | 461        | 511        | −50        | 6      |
| 6       | Japan       | 5           | 0           | 5           | 364        | 555        | −191       | 5      |

| Ronde          | Datum    | Plaats      | Land   | Score       | Land |
| -------------- | -------- | ----------- | ------ | ----------- | ---- |
| Groepsfase     |          |             |        |             |      |
| 18 juli        | Montréal | Mexico      | 77-120 | Sovjet-Unie |      |
| 19 juli        | Montréal | Sovjet-Unie | 93-77  | Australië   |      |
| 21 juli        | Montréal | Sovjet-Unie | 108-85 | Canada      |      |
| 23 juli        | Montréal | Japan       | 63-129 | Sovjet-Unie |      |
| 24 juli        | Montréal | Cuba        | 72-98  | Sovjet-Unie |      |
| halve finale   |          |             |        |             |      |
| 26 juli        | Montréal | Sovjet-Unie | 84-89  | Joegoslavië |      |
| bronzen finale |          |             |        |             |      |
| 27 juli        | Montréal | Sovjet-Unie | 100-72 | Canada      |      |

#### Vrouwen
| Olympiër | Discipline | Resultaat | Prestatie |
| --- | ---------- | --------- | --- |
| Olga Barisjeva Tamāra Dauniene Nelli Ferjabnikova Natalja Klymova Raisa Koervjakova Tatjana Ovetsjkina Angelė Rupšienė Uļjana Semjonova Nadezjda Sjoevajeva Olga Soecharnova Tetjana Zacharova Nadezjda Zacharova | vrouwen    | Goud      | groepsfase: 1ste W van Canada: 115-51 W van Tsjecho-Slowakije: 88-75 W van Bulgarije: 91-68 W van Verenigde Staten: 112-77 W van Japan: 98-75 |

| Groep |                   |             |             |             |        |        |        |        |
| #     | Land              | Wedstrijden | Wedstrijden | Wedstrijden | Punten | Punten | Punten | Punten |
| #     | Land              | G           | W           | V           | V      | T      | Saldo  | Punten |
| 1     | Sovjet-Unie       | 5           | 5           | 0           | 504    | 346    | +158   | 10     |
| 2     | Verenigde Staten  | 5           | 3           | 2           | 415    | 417    | -2     | 8      |
| 3     | Bulgarije         | 5           | 3           | 2           | 365    | 377    | -12    | 8      |
| 4     | Tsjecho-Slowakije | 5           | 2           | 3           | 351    | 359    | -8     | 7      |
| 5     | Japan             | 5           | 2           | 3           | 405    | 400    | +5     | 7      |
| 6     | Canada            | 5           | 0           | 5           | 336    | 477    | -141   | 5      |

| Ronde      | Datum    | Plaats            | Land   | Score       | Land |
| ---------- | -------- | ----------------- | ------ | ----------- | ---- |
| Groepsfase |          |                   |        |             |      |
| 19 juli    | Montréal | Sovjet-Unie       | 115-51 | Canada      |      |
| 20 juli    | Montréal | Tsjecho-Slowakije | 75-88  | Sovjet-Unie |      |
| 22 juli    | Montréal | Bulgarije         | 68-91  | Sovjet-Unie |      |
| 23 juli    | Montréal | Verenigde Staten  | 77-112 | Sovjet-Unie |      |
| 25 juli    | Montréal | Sovjet-Unie       | 98-75  | Japan       |      |

### Boksen
| Olympiër            | Discipline  | Resultaat | Prestatie |
| ------------------- | ----------- | --------- | --- |
| Aleksandr Tkachenko | -48kg (m)   | 9e        | 1ste ronde: W van DOM Mercedes: scheidsrechterlijke beslissing 2de ronde: V van THA Poontarat: 2-3 |
| Davit Torosyan      | -51kg (m)   | Brons     | 1ste ronde: vrij 2de ronde: W van ETH Sheriff: walk-over 3de ronde: W van ITA Camputaro: scheidsrechterlijke beslissing kwartfinale: W van PRK Jong: 5-0 halve finale: V van CUB Duvalón: gediskwalificeerd                                  |
| Viktor Rybakov      | -54kg (m)   | Brons     | 1ste ronde: vrij 2de ronde: W van ZAM Siame: walk-over 3de ronde: W van JPN Ishigaki: 5-0 kwartfinale: W van GDR Förster: 3-2 halve finale: V van USA Mooney: 1-4                                                                            |
| Anatoly Volkov      | -57kg (m)   | 17e       | 1ste ronde: vrij 2de ronde: V van USA Armstrong: 0-5 |
| Vassily Solomin     | -60kg (m)   | Brons     | 1ste ronde: vrij 2de ronde: W van DEN Henrik Palm: 5-0 3de ronde: W van POL Gajda: 5-0 kwartfinale: W van HUN Botos: 5-0 halve finale: V van ROU Cuțov: 0-5                                                                                  |
| Valeri Limasov      | -63,5kg (m) | 17e       | 1ste ronde: W van NZL Colley: gediskwalificeerd 2de ronde: V van USA Leonard: 0-5 |
| Valeri Rachkov      | -67kg (m)   | 9e        | 1ste ronde: W van FIN Marjamaa: scheidsrechterlijke beslissing 2de ronde: W van NZL Jackson: 5-0 3de ronde: V van GDR Bachfeld: 1-4 |
| Viktor Savchenko    | -71kg (m)   | Brons     | 1ste ronde: W van UGA Odhiambo: walk-over 2de ronde: W van ITA Pira: knock-out kwartfinale: W van VEN Lemus: knock-out halve finale: V van POL Rybicki: 2-3                                                                                  |
| Rufat Riskiyev      | -75kg (m)   | Zilver    | 1ste ronde: W van FIN Taipale: knock-out 2de ronde: W van BUL Dimitrov: 5-0 kwartfinale: W van PAK Din: scheidsrechterlijke beslissing halve finale: W van CUB Felipe Martínez: 3-2 finale: V van USA Spinks: scheidsrechterlijke beslissing |
| Anatoliy Klimanov   | -81kg (m)   | 9e        | 1ste ronde: W van CAN Fortin: 5-0 2de ronde: V van USA Spinks: 0-5 |
| Viktor Ivanov       | +81kg (m)   | 9e        | 1ste ronde: W van GDR Fanghänel: 3-2 2de ronde: V van BUL Suvandzhiev: 1-4 |

### Boogschieten
| Olympiër           | Discipline      | Resultaat | Prestatie                                                                          |
| ------------------ | --------------- | --------- | ---------------------------------------------------------------------------------- |
| Vladimir Chendarov | individueel (m) | 5e        | 1ste ronde: 5de met 1217 punten 2de ronde: 4de met 1250 punten totaal: 2467 punten |
|                    |                 |           |                                                                                    |
| Valentina Kovpan   | individueel (m) | Zilver    | 1ste ronde: 7de met 1182 punten 2de ronde: 2de met 1278 punten totaal: 2460 punten |
| Zebiniso Rustamova | individueel (m) | Brons     | 1ste ronde: 3de met 1202 punten 2de ronde: 7de met 1205 punten totaal: 2407 punten |

### Gewichtheffen
| Olympiër           | Discipline  | Resultaat | Prestatie                                                                       |
| ------------------ | ----------- | --------- | ------------------------------------------------------------------------------- |
| Aleksandr Voronin  | -52kg (m)   | Goud      | trekken: 2de met 105kg stoten: 1ste met 137,5kg (OR) totaal: 242,5kg            |
| Nikolay Kolesnikov | -60kg (m)   | Goud      | trekken: 1ste met 125kg (OR) stoten: 1ste met 160kg (OR) totaal: 285kg (OR)     |
| Pyotr Korol        | -67,5kg (m) | Goud      | trekken: 1ste met 135kg (OR) stoten: 1ste met 170kg totaal: 305kg               |
| Vardan Militosyan  | -75kg (m)   | Zilver    | trekken: 1ste met 145kg (OR) stoten: 2de met 185kg totaal: 330kg                |
| Valery Shary       | -82,5kg (m) | Goud      | trekken: 1ste met 162,5kg (OR) stoten: 2de met 202,5kg totaal: 365kg (OR)       |
| Sergey Poltoratsky | -90kg (m)   | DNF       | trekken: geen geldige poging                                                    |
| David Rigert       | -90kg (m)   | Goud      | trekken: 1ste met 170kg (OR) stoten: 1ste met 212,5kg (OR) totaal: 382,5kg (OR) |
| Yury Zaytsev       | -110kg (m)  | Goud      | trekken: 4de met 165kg stoten: 1ste met 220kg (OR) totaal: 385kg (OR)           |
| Vasily Alekseyev   | +110kg (m)  | Goud      | trekken: 1ste met 185kg (OR) stoten: 1ste met 255kg (WR) totaal: 440kg (OR)     |

### Handbal

#### Mannen
| Olympiër | Discipline | Resultaat | Prestatie |
| --- | ---------- | --------- | --- |
| Aleksandr Anpilogov Yevgeni Chernyshov Anatoli Fedyukin Valeri Gassy Vasily Ilyin Mykhaylo Ishchenko Yuri Kidyaev Yury Klimov Vladimir Kravtsov Serhiy Kushniryuk Yuriy Lahutyn Vladimir Maksimov Oleksandr Rezanov Mykola Tomyn | mannen     | Goud      | groep A: 1ste W van Japan: 26-16 W van Canada: 25-9 V van Joegoslavië: 18-20 W van Bondsrepubliek Duitsland: 18-16 W van Denemarken: 24-16 finale: W van Roemenië: 19-15 |

| Groep A |                          |             |             |             |             |            |            |            |        |
| #       | Land                     | Wedstrijden | Wedstrijden | Wedstrijden | Wedstrijden | Doelpunten | Doelpunten | Doelpunten | Punten |
| #       | Land                     | G           | W           | G           | V           | V          | T          | Saldo      | Punten |
| 1       | Sovjet-Unie              | 5           | 4           | 0           | 1           | 111        | 77         | +34        | 8      |
| 2       | Bondsrepubliek Duitsland | 5           | 4           | 0           | 1           | 97         | 73         | +21        | 8      |
| 3       | Joegoslavië              | 5           | 4           | 0           | 1           | 110        | 93         | +17        | 8      |
| 4       | Denemarken               | 5           | 2           | 0           | 3           | 92         | 102        | -10        | 4      |
| 5       | Japan                    | 5           | 1           | 0           | 4           | 96         | 111        | -15        | 2      |
| 6       | Canada                   | 5           | 0           | 0           | 5           | 75         | 122        | -147       | 0      |

| Ronde      | Datum    | Plaats                   | Land  | Score       | Land |
| ---------- | -------- | ------------------------ | ----- | ----------- | ---- |
| Groepsfase |          |                          |       |             |      |
| 18 juli    | Montréal | Sovjet-Unie              | 26-16 | Japan       |      |
| 20 juli    | Montréal | Sovjet-Unie              | 25-9  | Canada      |      |
| 22 juli    | Montréal | Joegoslavië              | 20-18 | Sovjet-Unie |      |
| 24 juli    | Montréal | Bondsrepubliek Duitsland | 16-18 | Sovjet-Unie |      |
| 26 juli    | Montréal | Sovjet-Unie              | 24-16 | Denemarken  |      |
| Finale     |          |                          |       |             |      |
| 28 juli    | Montréal | Sovjet-Unie              | 19-15 | Roemenië    |      |

#### Vrouwen
| Olympiër | Discipline | Resultaat | Prestatie |
| --- | ---------- | --------- | --- |
| Aldona Česaitytė Tetyana Hlushchenko Larysa Karlova Tetyana Kocherhina Mariya Litoshenko Nina Lobova Lyubov Odynokova Lyudmyla Panchuk Ljoedmila Poradnyk Rafiga Shabanova Lyudmila Shubina Zinaida Turchyna Nataliya Tymoshkina Halyna Zacharova | vrouwen    | Goud      | groepsfase: 1ste W van Canada: 21-3 W van Roemenië: 14-8 W van Hongarije: 12-9 W van Japan: 31-9 W van DDR: 14-11 |

| Groep |             |             |             |             |             |            |            |            |        |
| #     | Land        | Wedstrijden | Wedstrijden | Wedstrijden | Wedstrijden | Doelpunten | Doelpunten | Doelpunten | Punten |
| #     | Land        | G           | W           | G           | V           | V          | T          | Saldo      | Punten |
| 1     | Sovjet-Unie | 5           | 5           | 0           | 0           | 92         | 40         | +52        | 10     |
| 2     | DDR         | 5           | 3           | 1           | 1           | 89         | 47         | +42        | 7      |
| 3     | Hongarije   | 5           | 3           | 1           | 1           | 85         | 55         | +30        | 7      |
| 4     | Roemenië    | 5           | 2           | 0           | 3           | 73         | 83         | -10        | 4      |
| 5     | Japan       | 5           | 1           | 0           | 4           | 72         | 115        | -43        | 2      |
| 6     | Canada      | 5           | 0           | 0           | 5           | 35         | 106        | -71        | 0      |

| Ronde      | Datum    | Plaats      | Land  | Score       | Land |
| ---------- | -------- | ----------- | ----- | ----------- | ---- |
| Groepsfase |          |             |       |             |      |
| 20 juli    | Montréal | Sovjet-Unie | 21-3  | Canada      |      |
| 22 juli    | Montréal | Sovjet-Unie | 14-8  | Roemenië    |      |
| 24 juli    | Montréal | Sovjet-Unie | 12-9  | Hongarije   |      |
| 26 juli    | Montréal | Sovjet-Unie | 31-9  | Japan       |      |
| 28 juli    | Montréal | DDR         | 11-14 | Sovjet-Unie |      |

### Judo
W
| Oleg Zurabiani       | -63kg (m)       | 18e    | 1ste ronde: V van ITA Mariani: O-uchi-gari |
| Vladimir Nevzorov    | -70kg (m)       | Goud   | 1ste ronde: W van POL Tałaj: Moro-te/Seoi-nage 2de ronde: W van SUI Hagmann: Udehishigi-juji-gatame kwartfinale: W van AUS Van Hoek: Udehishigi-juji-gatame halve finale: W van KOR Lee: Eri-seoi-nage finale: W van JPN Kuramoto: Tai-otoshi                    |
| Valery Dvoynikov     | -80kg (m)       | Zilver | 1ste ronde: W van SUR Elmont: Kusure-kami-shiho-gatame 2de ronde: W van TUR Yeşilnur: Kata-guruma kwartfinale: W van ESP Luis de Frutos: Kusure-kami-shiho-gatame halve finale: W van YUG Obadov: Kusure-kami-shiho-gatame finale: V van JPN Sonoda: O-uchi-gari |
| Ramaz Kharshiladze   | -93kg (m)       | Zilver | 1ste ronde: vrij 2de ronde: vrij 3de ronde: W van KOR Jo: Yoko-otoshi kwartfinale: W van SEN Djiba: O-soto-gari halve finale: W van GBR Starbrook: Sode-tsuri-komi-goshi finale: V van JPN Ninomiya: Keikoku                                                     |
| Sergey Novikov       | +93kg (m)       | Goud   | 1ste ronde: W van JPN Endo: Yusei-gachi 2de ronde: W van PRK Pak: Ura-nage kwartfinale: W van YUG Kovačević: Sasae-tsuri-komi-ashi halve finale: W van GBR Remfry: O-soto-gari finale: W van FRG Neureuther: O-soto-gari                                         |
| Sjota Tsjotsjisjvili | open klasse (m) | Brons  | 1ste ronde: vrij 2de ronde: W van YUG Kovačević: Ura-nage kwartfinale: W van TCH Novák: Hiza-guruma halve finale: V van JPN Uemura: Yusei-gachi bronzen finale: W van FRA Rougé: Ura-nage                                                                        |

### Kanovaren
| Olympiër                                                          | Discipline    | Resultaat | Prestatie |
| ----------------------------------------------------------------- | ------------- | --------- | --- |
| Aleksandr Rogov                                                   | C-1 500 (m)   | Goud      | serie 2: 5de in 2.12,77 herkansingen: 2de in 2.04,70 halve finale 2: 1ste in 2.06,83 finale: 1ste in 1.59,29 |
| Vasyl Yurchenko                                                   | C-1 1000 (m)  | Zilver    | serie 2: 1ste in 4.20,44 halve finale 2: 1ste in 4.12,00 finale: 2de in 4.12,57                              |
| Serhei Petrenko Aleksandr Vinogradov                              | C-2 500 (m)   | Goud      | serie 2: 1ste in 1.58,22 halve finale 2: 1ste in 1.49,29 finale: 1ste in 1.45,81                             |
| Serhei Petrenko Aleksandr Vinogradov                              | C-2 1000 (m)  | Goud      | serie 2: 1ste in 3.47,62 halve finale 2: 1ste in 3.57,42 finale: 1ste in 3.52,76                             |
| Sergey Lizunov                                                    | K-1 500m (m)  | 6e        | serie 3: 2de in 1.54,47 halve finale 2: 1ste in 1.52,83 finale: 6de in 1.49,21                               |
| Sergey Lizunov                                                    | K-1 1000m (m) | 5e        | serie 3: 1ste in 3.54,42 halve finale 3: 2de in 3.45,30 finale: 5de in 3.51,45                               |
| Serhei Nahorny Vladimir Romanovsky                                | K-2 500m (m)  | Zilver    | serie 2: 2de in 1.40,23 halve finale 1: 1ste in 1.38,65 finale: 2de in 1.36,81                               |
| Serhei Nahorny Vladimir Romanovsky                                | K-2 1000m (m) | Goud      | serie 2: 2de in 3.31,11 halve finale 1: 2de in 3.27,23 finale: 1ste in 3.29,01                               |
| Sergei Chukhray Aleksandr Degtyarev Yuri Filatov Vladimir Morozov | K-4 1000m (m) | Goud      | serie 1: 2de in 3.08,77 halve finale 3: 1ste in 3.13,52 finale: 1ste in 3.08,69                              |
|                                                                   |               |           | |
| Tatiana Korshunova                                                | K-1 500m (v)  | Zilver    | serie 2: 1ste in 2.11,58 halve finale 2: 1ste in 2.07,90 finale: 2de in 2.03,07                              |
| Nina Gopova Galina Kreft                                          | K-2 500m (v)  | Goud      | serie 1: 1ste in 1.54,49 halve finale 1: 1ste in 1.54,70 finale: 1ste in 1.51,17                             |

### Moderne vijfkamp
| Pavel Lednyov                                 | individueel (m) | Zilver | paardensport: 33ste met 1032 punten schermen: 1ste met 36 overwinningen schietsport: 6de met 195 punten zwemmen: 30ste in 3.42,99 atletiek: 10de in 12.54,7 totaal: 5485 punten |
| Boris Mosolov                                 | individueel (m) | 8e     | paardensport: 30ste met 1036 punten schermen: 9de met 26 overwinningen schietsport: 18de met 191 punten zwemmen: 9de in 3.27,79 atletiek: 22ste in 13.21,1 totaal: 5200 punten  |
| Boris Onishchenko                             | individueel (m) | DSQ    | paardensport: 23ste met 1068 punten schermen: gediskwalificeerd |
| Pavel Lednyov Boris Mosolov Boris Onishchenko | team (m)        | DSQ    | paardensport: 8ste met 3136 punten schermen: gediskwalificeerd |

### Paardensport
| Dressuur                                                        | Dressuur    | Dressuur | Dressuur |
| --------------------------------------------------------------- | ----------- | -------- | --- |
| Ivan Kalita                                                     | individueel | 13e      | Grand Prix: 13de met 1520 punten |
| Ivan Kizimov                                                    | individueel | 16e      | Grand Prix: 16de met 1425 punten |
| Viktor Ugryumov                                                 | individueel | 6e       | Grand Prix: 5de met 1597 punten Grand Prix Special: 6de met 1247 punten                                                                             |
| Ivan Kalita Ivan Kizimov Viktor Ugryumov                        | team        | 4e       | 4542 punten |
| Eventing                                                        |             |          | |
| Valery Dvoryaninov                                              | individueel | 17e      | dressuur: 18de met 86,25 strafpunten cross-country: 18de met 122,00 strafpunten springconcours: 14de met 10 strafpunten totaal: 218,25 strafpunten  |
| Pyotr Gornushko                                                 | individueel | DNF      | dressuur: 24ste met 88,75 strafpunten cross-country: niet gefinisht                                                                                 |
| Viktor Kalinin                                                  | individueel | 25e      | dressuur: 17de met 85,84 strafpunten cross-country: 29ste met 218,00 strafpunten springconcours: 14de met 10 strafpunten totaal: 313,84 strafpunten |
| Yury Salnikov                                                   | individueel | 8e       | dressuur: 19de met 86,66 strafpunten cross-country: 14de met 102,80 strafpunten springconcours: 1ste met 0 strafpunten totaal: 189,94 strafpunten   |
| Valery Dvoryaninov Pyotr Gornushko Viktor Kalinin Yury Salnikov | team        | 5e       | dressuur: 6de met 258,75 strafpunten cross-country: 6de met 442,80 strafpunten springconcours: 3de met 20 strafpunten totaal: 721,55 strafpunten    |

### Roeien
| Mykola Dovhan | skiff (m)       | 5e     | serie 2: 1ste in 7.28,92 halve finale 2: 2de in 6.58,15 finale: 5de in 7.57,39   |
| Yevgeny Barbakov Gennady Korshikov | dubbel-twee (m) | 4e     | serie 1: 2de in 6.38,63 halve finale 2: 2de in 6.26,87 finale: 4de in 7.18,87    |
| Tiit Helmja Gennadi Kinko | twee-zonder (m) | 7e     | serie 1: 3de in 6.55,57 halve finale 1: 6de in 6.55,08 finale B: 1ste in 7.26,27 |
| Dmitry Bekhterev Yuriy Lorentsson Yuriy Shurkalov                                                                                                  | twee-met (m)    | Zilver | serie 1: 3de in 7.29,19 halve finale 1: 2de in 7.03,89 finale: 2de in 8.01,82    |
| Vytautas Butkus Yevgeniy Duleyev Aivars Lazdenieks Yuriy Yakimov                                                                                   | dubbel-vier (m) | Zilver | serie 2: 1ste in 5.47,83 finale: 2de in 6.19,89                                  |
| Raul Arnemann Valeriy Dolinin Anushavan Gassan-Dzhalalov Nikolay Kuznetsov                                                                         | vier-zonder (m) | Brons  | serie 3: 2de in 6.05,57 halve finale 2: 2de in 6.03,05 finale: 3de in 6.42,52    |
| Vladimir Eshinov Nikolay Ivanov Aleksandr Klepikov Aleksandr Lukyanov Aleksandr Sema                                                               | vier-met (m)    | Goud   | serie 1: 2de in 6.41,54 halve finale 2: 1ste in 6.09,28 finale: 1ste in 6.40,22  |
| Antanas Čikotas Anatoly Ivanov Igor Konnov Anatoly Nemtyryov Aleksandr Plyushkin Vasily Potapov Aleksandr Shitov Vladimir Vasilyev Vladimir Zharov | acht (m)        | 7e     | serie 2: 3de in 5.37,79 herkansingen: 3de in 5.40,65 finale B: 1ste in 6.05,88   |
| |                 |        |                                                                                  |
| Yelena Antonova | skiff (v)       | Brons  | serie 1: 2de in 3.43,15 herkansingen: 1ste in 4.02,47 finale: 3de in 4.10,24     |
| Eleonora Kaminskaitė Genovaitė Ramoškienė | dubbel-twee (v) | Brons  | serie 1: 1ste in 3.21,75 finale: 3de in 3.49,93                                  |
| Nataliya Horodilova Hanna Karnaushenko | twee-zonder (v) | 4e     | serie 1: 3de in 3.33,91 herkansingen: 1ste in 3.52,59 finale: 4de in 4.03,27     |
| Mira Bryunina Nadezhda Chernyshyova Anna Kondrachina Larisa Popova Galina Yermolayeva                                                              | dubbel-vier (v) | Zilver | serie 1: 1ste in 3.11,74 finale: 2de in 3.32,49                                  |
| Lyudmila Krokhina Lidiya Krylova Galina Mishenina Anna Pasokha Nadezhda Sevostyanova                                                               | vier-met (v)    | Brons  | serie 2: 4de in 3.25,92 herkansingen: 3de in 3.42,44 finale: 3de in 3.49,38      |
| Olha Huzenko Olha Kolkova Klavdija Koženkova Olha Puhovska Nadezhda Roshchina Nadiya Rozhon Lyubov Talalaeva Nelli Tarakanova Olena Zubko          | acht (v)        | Zilver | serie 1: 1ste in 3.00,19 finale: 2de in 3.36,17                                  |

### Schermen
| Aleksandr Abushakhmetov                                                                     | degen (m)       | 26e    | 1ste ronde groep 5: 3de G van FRG Behr: 5-5 G van ROU Pongratz: 5-5 W van BRA Cramer: 5-4 W van HKG Kam: 5-2 2de ronde groep 6: 5de V van FRA Boisse: 4-5 V van FRG Hehn: 4-5 V van POL Janikowski: 4-5 W van ARG Vergara: 5-3 W van GBR Johnson: 5-4 |
| Aleksandr Bykov                                                                             | degen (m)       | 20e    | 1ste ronde groep 6: 1ste W van SWE Flodström: 5-3 W van USA Bozek: 5-1 W van CHI Inostroza: 5-1 V van SUI Kauter: 1-5 2de ronde groep 1: 3de V van HUN Fenyvesi: 3-5 W van NOR Mørch: 5-1 V van ROU Szabo: 3-5 W van AUT Müller: 5-3 W van IRI Assatourian: 5-3 3de ronde groep 4: 6de V van NOR Koppanga: 4-5 V van SUI Kauter: 3-5 V van FRG Hehn: 2-5 V van HUN Fenyvesi: 4-5 W van TCH Jurka: 5-4 |
| Boris Lukomsky                                                                              | degen (m)       | 17e    | 1ste ronde groep 2: 2de W van SWE Jacobson: 5-2 W van FRG Hehn: 5-3 V van ARG Feraud: 4-5 V van CAN Varaljay: 4-5 2de ronde groep 5: 1ste W van ROU Pongratz: 5-2 W van SWE Jacobson: 5-4 V van HUN Kulcsár: 4-5 W van ITA Pezza: 5-2 W van SUI Giger: 5-1 3de ronde groep 3: 5de V van ITA Pezza: 1-5 V van GBR Johnson: 2-5 V van SWE Jacobson: 1-5 W van ROU Szabo: 5-3 W van POL Janikowskiy: 5-2 |
| Aleksandr Abushakhmetov Aleksandr Bykov Boris Lukomsky Viktor Modzalevsky Vasily Stankovich | degen team (m)  | 5e     | 1ste ronde groep 5: 1ste W van Roemenië: 9-4 W van Verenigde Staten: 12-4 W van Thailand: 11-5 kwartfinale: V van Zweden: 4-9 5-8ste plek: W van Noorwegen: 8-5 5-6de plek: W van Roemenië: 9-2 |
| Vladimir Denisov                                                                            | floret (m)      | 7e     | 1ste ronde groep 3: 1ste W van POL Dąbrowski: 5-4 W van JPN Sato: 5-3 W van USA Lindner: 5-1 W van PUR Samalot: 5-2 W van HUN Kamuti: 5-1 2de ronde groep 2: 2de V van TCH Koukal: 2-5 W van GBR Bruniges: 5-4 W van FRG Hein: 5-4 W van SUI Gaille: 5-1 W van USA Lang: 5-2 3de ronde groep 2: 1ste W van POL Wojciechowski: 5-2 W van FRG Hein: 5-1 V van FRA Pietruszka: 3-5 W van FRG Behr: 5-4 W van CUB Salvat: 5-1 4de ronde: W van HUN Komatits: 10-6 5de ronde: V van AUS Benko: 9-10 herkansingen: W van ROU Kuki: 10-8 herkansingen: V van FRA Pietruszka: 1-10 |
| Aleksandr Romankov                                                                          | floret (m)      | Zilver | 1ste ronde groep 7: 1ste W van POL Wojciechowski: 5-1 W van JPN Jingu: 5-2 W van IRI Niknam: 5-0 V van ROU Petruș: 3-5 W van CAN Fekete: 5-2 2de ronde groep 6: 1ste W van POL Dąbrowski: 5-1 W van AUS Benko: 5-4 V van CUB Garbey: 2-5 W van GBR Paul: 5-2 W van JPN Kawatsu: 5-1 3de ronde groep 3: 1ste W van GDR Haertter: 5-2 W van HUN Komatits: 5-3 W van FRA Talvard: 5-4 W van GBR Paul: 5-2 W van CUB Garbey: 5-4 4de ronde: W van FRG Behr: 10-5 5de ronde: V van FRA Talvard: 3-10 herkansingen: W van HUN Komatits: 10-6 herkansingen: W van FRA Noël: 10-6 finale: 2de V van ITA Dal Zotto: 1-5 W van FRA Talvard: 5-2 W van URS Stankovich: 5-1 W van FRA Pietruszka: 5-1 W van AUS Benko: 5-4 |
| Vasily Stankovich                                                                           | floret (m)      | 4e     | 1ste ronde groep 4: 1ste W van USA Donofrio: 5-1 W van ITA Dal Zotto: 5-4 W van ARG Lúpiz: 5-2 W van HKG Chan: 5-2 V van FRG Hein: 4-5 2de ronde groep 1: 2de W van FRA Noël: 5-3 W van ROU Kuki: 5-2 V van POL Koziejowski: 4-5 V van IRI Niknam: 4-5 W van TCH Jurka: 5-3 3de ronde groep 4: 3de V van FRA Noël: 2-5 V van ITA Dal Zotto: 3-5 W van POL Koziejowski: 5-3 W van USA Donofrio: 5-4 W van GBR Bruniges: 5-1 4de ronde: W van GDR Haertter: 10-2 5de ronde: W van POL Dąbrowski: 10-3 finale: 4de V van ITA Dal Zotto: 4-5 V van FRA Talvard: 4-5 V van URS Romankov: 1-5 W van FRA Pietruszka: 5-1 W van AUS Benko: 5-2                                                                         |
| Vladimir Denisov Aleksandr Romankov Sabirzhan Ruziyev Vasily Stankovich                     | floret team (m) | 4e     | 1ste ronde groep 1: 1ste W van Groot-Brittannië: 9-3 W van Roemenië: 9-7 kwartfinale: W van Hongarije: 9-3 halve finale: V van Bondsrepubliek Duitsland: 7-9 bronzen finale: V van Frankrijk: 4-9 |
| Viktor Krovopuskov                                                                          | sabel (m)       | Goud   | 1ste ronde groep 5: 1ste W van HUN Kovács: 5-2 W van CAN Sukunda: 5-1 W van ARG María Casanova: 5-0 V van CUB Salazar: 4-5 2de ronde groep 3: 1ste W van ROU Irimiciuc: 5-3 W van HUN Marót: 5-3 W van FRA Bonnissent: 5-0 W van CUB Salazar: 5-2 W van GBR Mather: 5-2 3de ronde groep 3: 1ste W van ROU Marin: 5-2 W van ITA Maffei: 5-4 W van USA Apostol: 5-3 W van POL Bierkowski: 5-0 W van HUN Kovács: 5-4 4de ronde: W van USA Apostol: 10-4 5de ronde: W van ITA Maffei: 10-9 finale: 1ste W van ROU Pop: 5-3 W van URS Nazlymov: 5-3 W van URS Sidyak: 5-4 W van ITA Aldo Montano: 5-2 W van ITA Maffei: 5-3                                                                                         |
| Vladimir Nazlymov                                                                           | sabel (m)       | Zilver | 1ste ronde groep 1: 1ste W van POL Nowara: 5-3 W van FRA Bonnissent: 5-2 W van IRI Fathi: 5-0 W van ARG Méndez: 5-0 2de ronde groep 2: 2de V van ITA Arcidiacono: 3-5 W van HUN Kovács: 5-4 W van FRA Quivrin: 5-3 W van USA Kaplan: 5-2 W van CAN Sukunda: 5-1 3de ronde groep 4: 1ste W van POL Jabłonowski: 5-2 W van ITA Montano: 5-4 W van CUB de la Torre: 5-4 W van USA Westbrook: 5-2 W van BUL Dudekov: 5-2 4de ronde: W van USA Westbrook: 10-4 5de ronde: W van CUB de la Torre: 10-7 finale: 2de W van ROU Pop: 5-3 V van URS Krovopuskov: 3-5 W van URS Sidyak: 5-3 W van ITA Aldo Montano: 5-4 W van ITA Maffei: 5-3                                                                             |
| Viktor Sidyak                                                                               | sabel (m)       | Brons  | 1ste ronde groep 7: 1ste W van ITA Arcidiancono: 5-4 W van FRA Quivrin: 5-0 W van CAN Urban: 5-2 W van THA Srivorapongpant: 5-0 2de ronde groep 4: 1ste W van ROU Marin: 5-4 W van POL Jabłonowski: 5-2 W van USA Westbrook: 5-2 W van IRI Pashapour-Alamdari: 5-0 W van ARG Méndez: 5-0 3de ronde groep 1: 1ste W van ROU Irimiciuc: 5-4 W van HUN Gedővári: 5-2 V van FRA Quivrin: 3-5 W van FRG Weißgerber: 5-3 W van BUL Mihaylov: 5-1 4de ronde: W van POL Nowara: 10-7 5de ronde: W van HUN Gedővári: 10-6 finale: 3de W van ROU Pop: 5-3 V van URS Krovopuskov: 4-5 V van URS Nazylmov: 3-5 W van ITA Aldo Montano: 5-3 W van ITA Maffei: 5-4                                                           |
| Mikhail Burtsev Viktor Krovopuskov Vladimir Nazlymov Viktor Sidyak Eduard Vinokurov         | sabel team (m)  | Goud   | 1ste ronde groep 1: 1ste W van Frankrijk: 9-1 W van Bulgarije: 11-5 kwartfinale: W van Verenigde Staten: 9-1 halve finale: W van Roemenië: 8-8 finale: W van Italië: 9-4 |
|                                                                                             |                 |        | |
| Yelena Belova                                                                               | floret (v)      | Brons  | 1ste ronde groep 3: 1ste W van GBR Ager: 5-3 V van ROU Pascu: 1-5 W van USA O'Donnell: 5-0 W van HUN Farkasinszky-Bóbis: 5-3 2de ronde groep 1: 1ste W van HUN Farkasinszky-Bóbis: 5-0 W van FRA Dumont: 5-4 W van CAN Payer: 5-4 W van FRG Kircheis: 5-3 V van DEN Madsen: 2-5 3de ronde groep 4: 1ste W van HUN Schwarczenberger-Tordasi: 5-3 W van BEL Borghs: 5-4 W van ITA Mangiarotti: 5-0 W van DEN Madsen: 5-1 V van FRA Dumont: 3-5 4de ronde: W van HUN Farkasinszky-Bóbis: 8-3 5de ronde: W van FRA Josland: 8-4 finale: 3de V van HUN Schwarczenberger-Tordasi: 2-5 W van ITA Consolata Collino: 5-4 W van FRA Dumont: 5-4 W van FRG Hanisch: 5-1 V van HUN Farkasinszky-Bóbis: 4-5                |
| Olga Knyazeva                                                                               | floret (v)      | 9e     | 1ste ronde groep 2: 2de V van SWE Palm: 1-5 W van TCH Ráczová: 5-3 W van BEL Van Eyck: 5-1 W van CUB Uranga: 5-1 2de ronde groep 2: 2de W van FRA Josland: 5-1 W van ROU Bartoș: 5-4 V van TCH Ráczová: 0-5 W van FRG Oertel: 5-3 W van POL Machnicka-Urbańska: 5-2 3de ronde groep 3: 2de V van ITA Consolata Collino: 2-5 W van SWE Palm: 5-1 W van FRA Latrille: 5-3 W van GBR Ager: 5-1 V van HUN Farkasinszky-Bóbis: 3-5 4de ronde: W van TCH Ráczová: 8-3 5de ronde: V van FRA Dumont: 5-8 herkansingen 2: V van HUN Farkasinszky-Bóbis: 6-8 |
| Valentina Sidorova                                                                          | floret (v)      | 7e     | 1ste ronde groep 4: 2de W van ITA Lorenzoni: 5-2 W van FRG Kircheis: 5-4 W van JPN Yoshikawa: 5-2 V van CAN Hennyey: 2-5 2de ronde groep 4: 3de W van HUN Schwarczenberger-Tordasi: 5-3 W van SWE Palm: 5-2 V van BEL Van Eyck: 2-5 V van ROU Pascu: 4-5 W van CUB Rodríguez: 5-3 3de ronde groep 1: 2de W van POL Staszak-Makowska: 5-3 W van ROU Stahl: 5-4 W van TCH Ráczová: 5-4 W van FRG Oertel: 5-4 V van GBR Halsted: 2-5 4de ronde: W van SWE Palm: 8-4 5de ronde: V van ITA Consolata Collino: 7-8 herkansingen 2: W van SWE Palm: 8-4 herkansingen 3: V van HUN Farkasinszky-Bóbis: 7-8 |
| Yelena Belova Nailya Gilyazova Olga Knyazeva Valentina Nikonova Valentina Sidorova          | floret team (v) | Goud   | 1ste ronde groep 1: 1ste W van Polen: 9-2 W van Canada: 14-2 kwartfinale: W van Roemenië: 9-1 halve finale: W van Bondsrepubliek Duitsland: 9-6 finale: W van Frankrijk: 9-2 |

### Schietsport
| Olympiër             | Discipline             | Resultaat | Prestatie                          |
| -------------------- | ---------------------- | --------- | ---------------------------------- |
| Gennady Lushchikov   | 50m geweer 3 houdingen | 11e       | 1148 punten: (398-383-367)         |
| Aleksandr Mitrofanov | 50m geweer 3 houdingen | 8e        | 1151 punten: (394-388-369)         |
| Gennady Lushchikov   | 50m geweer liggend     | Brons     | 595 punten: (100-99-97-97-100-100) |
| Boris Melnik         | 50m geweer liggend     | 12e       | 591 punten: (98-99-98-99-99-98)    |
| Grigory Kosykh       | 50m pistool            | 7e        | 559 punten: (91-94-96-94-91-93)    |
| Marlen P'ap'ava      | 50m pistool            | 26e       | 546 punten: (90-88-88-95-92-93)    |
| Afanasijs Kuzmins    | 25m snelvuurpistool    | 4e        | 595 punten: (298-297)              |
| Viktor Torshin       | 25m snelvuurpistool    | 11e       | 592 punten: (297-295)              |
| Aleksandr Cherkasov  | skeet                  | 14e       | 192 punten                         |
| Yury Tsuranov        | skeet                  | 10e       | 193 punten                         |
| Aleksandr Alipov     | trap                   | 14e       | 180 punten                         |
| Aleksandr Androshkin | trap                   | 5e        | 185 punten                         |
| Aleksandr Gazov      | 50m bewegend doel      | Goud      | 579 punten: (287-292) (WR)         |
| Aleksandr Kedyarov   | 50m bewegend doel      | Zilver    | 576 punten: (292-284)              |

### Schoonspringen
| Aleksandr Kosenkov     | 3m plank (m)  | Brons | voorronde: 5de met 557,52 punten finale: 3de met 567,24 punten  |
| Boris Kozlov           | 3m plank (m)  | 11e   | voorronde: 11de met 516,42 punten                               |
| Vyacheslav Strakhov    | 3m plank (m)  | 12e   | voorronde: 12de met 510,63 punten                               |
| Vladimir Aleynik       | 10m toren (m) | Brons | voorronde: 6de met 526,83 punten finale: 3de met 548,61 punten  |
| Davit Hambardzumyan    | 10m toren (m) | 7e    | voorronde: 5de met 523,89 punten finale: 7de met 516,21 punten  |
| Sergey Nemtsanov       | 10m toren (m) | 9e    | voorronde: 9de met 502,26 punten                                |
|                        |               |       |                                                                 |
| Olga Dmitriyeva        | 3m plank (v)  | 6e    | voorronde: 4de met 447,33 punten finale: 5de met 432,24 punten  |
| Irina Kalinina         | 3m plank (v)  | 7e    | voorronde: 8ste met 434,28 punten finale: 7de met 417,99 punten |
| Tatyana Podmaryova     | 3m plank (v)  | 16e   | voorronde: 16de met 387,39 punten                               |
| Irina Kalinina         | 10m toren (v) | 4e    | voorronde: 2de met 408,63 punten finale: 4de met 398,67 punten  |
| Yelena Vaytsekhovskaya | 10m toren (v) | Goud  | voorronde: 6de met 370,05 punten finale: 1ste met 406,59 punten |
| Tetiana Volynkina      | 10m toren (v) | 12e   | voorronde: 12de met 333,33 punten                               |

### Turnen
| Olympiër | Discipline                | Resultaat      | Prestatie |
| --- | ------------------------- | -------------- | --- |
| Nikolay Andrianov                                                                                            | brug (m)                  | Zilver         | kwalificatie: 2de met 19,50 punten finale: 2de met 19,500 punten |
| Aleksandr Dityatin                                                                                           | brug (m)                  | 13e            | kwalificatie: 13de met 18,90 punten |
| Gennady Krysin                                                                                               | brug (m)                  | 16e            | kwalificatie: 15de met 18,85 punten |
| Vladimir Marchenko                                                                                           | brug (m)                  | 50e            | kwalificatie: 50ste met 18,05 punten |
| Vladimir Markelov                                                                                            | brug (m)                  | 8e             | kwalificatie: 5de met 19,25 punten |
| Vladimir Tikhonov                                                                                            | brug (m)                  | 46e            | kwalificatie: 46ste met 18,10 punten |
| Nikolay Andrianov                                                                                            | paard voltige (m)         | Brons          | kwalificatie: 3de met 19,45 punten finale: 3de met 19,525 punten |
| Aleksandr Dityatin                                                                                           | paard voltige (m)         | 6e             | kwalificatie: 6de met 19,30 punten finale: 6de met 19,350 punten |
| Gennady Krysin                                                                                               | paard voltige (m)         | 11e            | kwalificatie: 11de met 19,00 punten |
| Vladimir Marchenko                                                                                           | paard voltige (m)         | 10e            | kwalificatie: 10de met 19,05 punten |
| Vladimir Markelov                                                                                            | paard voltige (m)         | 11e            | kwalificatie: 11de met 19,00 punten |
| Vladimir Tikhonov                                                                                            | paard voltige (m)         | 17e            | kwalificatie: 17de met 18,90 punten |
| Nikolay Andrianov                                                                                            | rekstok (m)               | 10e            | kwalificatie: 10de met 19,20 punten |
| Aleksandr Dityatin                                                                                           | rekstok (m)               | 14e            | kwalificatie: 14de met 19,10 punten |
| Gennady Krysin                                                                                               | rekstok (m)               | 5e             | kwalificatie: 7de met 19,30 punten finale: 5de met 19,250 punten |
| Vladimir Marchenko                                                                                           | rekstok (m)               | 17e            | kwalificatie: 17de met 19,05 punten |
| Vladimir Markelov                                                                                            | rekstok (m)               | 7e             | kwalificatie: 7de met 19,30 punten |
| Vladimir Tikhonov                                                                                            | rekstok (m)               | 20e            | kwalificatie: 20ste met 18,95 punten |
| Nikolay Andrianov                                                                                            | ringen (m)                | Goud           | kwalificatie: 1ste met 19,70 punten finale: 1ste met 19,650 punten |
| Aleksandr Dityatin                                                                                           | ringen (m)                | Zilver         | kwalificatie: 3de met 19,50 punten finale: 2de met 19,550 punten |
| Gennady Krysin                                                                                               | ringen (m)                | 20e            | kwalificatie: 20ste met 18,90 punten |
| Vladimir Marchenko                                                                                           | ringen (m)                | 8e             | kwalificatie: 5de met 19,35 punten |
| Vladimir Markelov                                                                                            | ringen (m)                | 7e             | kwalificatie: 2de met 19,60 punten |
| Vladimir Tikhonov                                                                                            | ringen (m)                | 9e             | kwalificatie: 9de met 19,20 punten |
| Nikolay Andrianov                                                                                            | sprong (m)                | Goud           | kwalificatie: 2de met 19,35 punten finale: 1ste met 19,450 punten |
| Aleksandr Dityatin                                                                                           | sprong (m)                | 11e            | kwalificatie: 11de met 19,05 punten |
| Gennady Krysin                                                                                               | sprong (m)                | 15e            | kwalificatie: 15de met 19,00 punten |
| Vladimir Marchenko                                                                                           | sprong (m)                | 15e            | kwalificatie: 15de met 19,00 punten |
| Vladimir Markelov                                                                                            | sprong (m)                | 26e            | kwalificatie: 26ste met 18,80 punten |
| Vladimir Tikhonov                                                                                            | sprong (m)                | 75e            | kwalificatie: 75ste met 18,05 punten |
| Nikolay Andrianov                                                                                            | vloer (m)                 | Goud           | kwalificatie: 3de met 19,30 punten finale: 1ste met 19,450 punten |
| Aleksandr Dityatin                                                                                           | vloer (m)                 | 7e             | kwalificatie: 3de met 19,30 punten , |
| Gennady Krysin                                                                                               | vloer (m)                 | 9e             | kwalificatie: 5de met 19,20 punten |
| Vladimir Marchenko                                                                                           | vloer (m)                 | Zilver         | kwalificatie: 2de met 19,35 punten finale: 2de met 19,425 punten |
| Vladimir Markelov                                                                                            | vloer (m)                 | 7e             | kwalificatie: 1ste met 19,45 punten |
| Vladimir Tikhonov                                                                                            | vloer (m)                 | 12e            | kwalificatie: 12de met 18,95 punten |
| Nikolay Andrianov                                                                                            | individiuele meerkamp (m) | Goud           | kwalificatie: 1ste brug: 2de met 19,50 punten paard voltige: 3de met 19,45 punten rekstok: 10de met 19,20 punten ringen: 1ste met 19,70 punten sprong: 2de met 19,35 punten vloer: 3de met 19,30 punten totaal: 116,50 punten finale: 1ste brug: 3de met 9,65 punten paard voltige: 4de met 9,70 punten rekstok: 2de met 9,70 punten ringen: 1ste met 9,75 punten sprong: 1ste met 9,80 punten vloer: 1ste met 9,80 punten totaal: 116,650 punten |
| Aleksandr Dityatin                                                                                           | individiuele meerkamp (m) | 4e             | kwalificatie: 6de brug: 13de met 18,90 punten paard voltige: 6de met 19,30 punten rekstok: 14de met 19,10 punten ringen: 3de met 19,50 punten sprong: 11de met 19,05 punten vloer: 3de met 19,30 punten totaal: 115,15 punten finale: 4de brug: 5de met 9,60 punten paard voltige: 4de met 9,70 punten rekstok: 20ste met 9,45 punten ringen: 1ste met 9,75 punten sprong: 4de met 9,75 punten vloer: 2de met 9,70 punten totaal: 115,525 punten  |
| Gennady Krysin                                                                                               | individiuele meerkamp (m) | kwalificatie*  | kwalificatie: 8ste brug: 15de met 19,85 punten paard voltige: 11de met 19,00 punten rekstok: 7de met 19,30 punten ringen: 20ste met 18,90 punten sprong: 15de met 19,00 punten vloer: 5de met 19,20 punten totaal: 114,25 punten |
| Vladimir Marchenko                                                                                           | individiuele meerkamp (m) | kwalificatie*  | kwalificatie: 11de brug: 50ste met 18,05 punten paard voltige: 10de met 19,05 punten rekstok: 17de met 19,05 punten ringen: 5de met 19,35 punten sprong: 15de met 19,00 punten vloer: 2de met 19,35 punten totaal: 113,85 punten |
| Vladimir Markelov                                                                                            | individiuele meerkamp (m) | 34e            | kwalificatie: 4de brug: 5de met 19,25 punten paard voltige: 11de met 19,00 punten rekstok: 7de met 19,30 punten ringen: 2de met 19,60 punten sprong: 26ste met 18,80 punten vloer: 1ste met 19,45 punten totaal: 115,40 punten finale: 34ste brug: 30ste met 8,90 punten paard voltige: 15de met 9,45 punten rekstok: 5de met 9,65 punten ringen: 34ste met 8,90 punten totaal: 94,600 punten                                                     |
| Vladimir Tikhonov                                                                                            | individiuele meerkamp (m) | kwalificatie*  | kwalificatie: 23ste brug: 46ste met 18,10 punten paard voltige: 17de met 18,90 punten rekstok: 20ste met 18,95 punten ringen: 9de met 19,20 punten sprong: 75ste met 18,05 punten vloer: 12de met 18,95 punten totaal: 112,15 punten |
| Nikolaj Andrianov Vladimir Markelov Aleksandr Dityatin Gennadi Kryssin Vladimir Martsjenko Vladimir Tikhonov | meerkamp team (m)         | Zilver         | brug: 2de met 95,30 punten paard voltige: 2de met 95,90 punten rekstok: 2de met 96,10 punten ringen: 1ste met 97,35 punten sprong: 3de met 95,20 punten vloer: 1ste met 96,60 punten totaal: 576,45 punten |
| |                           |                | |
| Mariya Filatova                                                                                              | balk (v)                  | 10e            | kwalificatie: 10de met 19,05 punten |
| Svetlana Grozdova                                                                                            | balk (v)                  | 13e            | kwalificatie: 13de met 19,00 punten , |
| Nelli Kim | balk (v)                  | 7e             | kwalificatie: 7de met 19,20 punten |
| Olga Korbut                                                                                                  | balk (v)                  | Zilver         | kwalificatie: 2de met 19,65 punten finale: 2de met 19,725 punten |
| Elvira Saadi                                                                                                 | balk (v)                  | kwalificatie** | kwalificatie: 5de met 19,25 punten |
| Lyudmila Turishcheva                                                                                         | balk (v)                  | 4e             | kwalificatie: 5de met 19,25 punten finale: 4de met 19,475 punten |
| Mariya Filatova                                                                                              | brug (v)                  | 26e            | kwalificatie: 26ste met 19,10 punten |
| Svetlana Grozdova                                                                                            | brug (v)                  | 12e            | kwalificatie: 12de met 19,45 punten |
| Nelli Kim | brug (v)                  | 6e             | kwalificatie: 7de met 19,65 punten finale: 6de met 19,225 punten |
| Olga Korbut                                                                                                  | brug (v)                  | 5e             | kwalificatie: 2de met 19,80 punten finale: 5de met 19,300 punten |
| Elvira Saadi                                                                                                 | brug (v)                  | 14e            | kwalificatie: 14de met 19,40 punten |
| Lyudmila Turishcheva                                                                                         | brug (v)                  | 10e            | kwalificatie: 10de met 19,55 punten |
| Mariya Filatova                                                                                              | sprong (v)                | kwalificatie** | kwalificatie: 3de met 19,55 punten |
| Svetlana Grozdova                                                                                            | sprong (v)                | 21e            | kwalificatie: 21ste met 19,00 punten |
| Nelli Kim | sprong (v)                | Goud           | kwalificatie: 1ste met 19,70 punten finale: 1ste met 19,800 punten |
| Olga Korbut                                                                                                  | sprong (v)                | 7e             | kwalificatie: 7de met 19,45 punten |
| Elvira Saadi                                                                                                 | sprong (v)                | 8e             | kwalificatie: 8ste met 19,40 punten |
| Lyudmila Turishcheva                                                                                         | sprong (v)                | Zilver         | kwalificatie: 2de met 19,60 punten finale: 2de met 19,650 punten |
| Mariya Filatova                                                                                              | vloer (v)                 | 8e             | kwalificatie: 8ste met 19,35 punten |
| Svetlana Grozdova                                                                                            | vloer (v)                 | kwalificatie** | kwalificatie: 3de met 19,60 punten |
| Nelli Kim | vloer (v)                 | Goud           | kwalificatie: 2de met 19,70 punten finale: 1ste met 19,850 punten |
| Olga Korbut                                                                                                  | vloer (v)                 | 17e            | kwalificatie: 17de met 19,05 punten |
| Elvira Saadi                                                                                                 | vloer (v)                 | kwalificatie** | kwalificatie: 6de met 19,40 punten |
| Lyudmila Turishcheva                                                                                         | vloer (v)                 | Zilver         | kwalificatie: 1ste met 19,85 punten finale: 2de met 19,825 punten |
| Mariya Filatova                                                                                              | individuele meerkamp (v)  | kwalificatie*  | kwalificatie: 9de balk: 10de met 19,05 punten brug: 26ste met 19,10 punten sprong: 3de met 19,55 punten vloer: 8ste met 19,35 punten totaal: 77,05 punten |
| Svetlana Grozdova                                                                                            | individuele meerkamp (v)  | kwalificatie*  | kwalificatie: 9de balk: 13de met 19,00 punten brug: 12de met 19,45 punten sprong: 21ste met 19,00 punten vloer: 3de met 19,60 punten totaal: 77,05 punten |
| Nelli Kim | individuele meerkamp (v)  | Zilver         | kwalificatie: 2de balk: 7de met 19,20 punten brug: 7de met 19,65 punten sprong: 1ste met 19,70 punten vloer: 2de met 19,70 punten totaal: 78,25 punten finale: 2de balk: 4de met 9,70 punten brug: 2de met 9,90 punten sprong: 1ste met 10,00 punten vloer: 1ste met 9,95 punten totaal: 78,675 punten |
| Olga Korbut                                                                                                  | individuele meerkamp (v)  | 5e             | kwalificatie: 5de balk: 2de met 19,65 punten brug: 2de met 19,80 punten sprong: 7de met 19,45 punten vloer: 17de met 19,05 punten totaal: 77,95 punten finale: 5de balk: 8ste met 9,50 punten brug: 2de met 9,90 punten sprong: 6de met 9,80 punten vloer: 4de met 9,85 punten totaal: 78,025 punten |
| Elvira Saadi                                                                                                 | individuele meerkamp (v)  | kwalificatie*  | kwalificatie: 7de balk: 5de met 19,25 punten brug: 12de met 19,40 punten sprong: 8ste met 19,40 punten vloer: 6de met 19,40 punten totaal: 77,45 punten |
| Lyudmila Turishcheva                                                                                         | individuele meerkamp (v)  | Brons          | kwalificatie: 2de balk: 5de met 19,25 punten brug: 10de met 19,55 punten sprong: 2de met 19,60 punten vloer: 1ste met 19,85 punten totaal: 78,25 punten finale: 3de balk: 3de met 9,85 punten brug: 7de met 9,80 punten sprong: 2de met 9,95 punten vloer: 2de met 9,90 punten totaal: 78,625 punten |
| Nelli Kim Ljoedmila Toerisjtsjeva Olga Korboet Elvira Saadi Maria Filatova Svetlana Grozdova                 | meerkamp team (v)         | Goud           | balk: 1ste met 96,90 punten brug: 2de met 97,85 punten sprong: 1ste met 97,70 punten vloer: 1ste met 97,90 punten totaal: 390,35 punten |

- maximum 3 deelnemers per land in de finale
  - maximum 2 deelnemers per land in een toestelfinale

### Voetbal
| Olympiër | Discipline | Resultaat | Prestatie |
| --- | ---------- | --------- | --- |
| Vladimir Astapovsky Oleh Blochin Leonid Boerjak Vladimir Fjodorov Michajlo Fomenko Viktor Kolotov Anatoly Konkov Viktor Matvijenko Aleksandr Minayev Leonid Nazarenko Vladimir Onisjtsjenko Stefan Resjko Vladimir Trosjkin Vladimir Veremeev Viktor Zvjagintsev | mannen     | Brons     | groep D: 1ste W van Canada: 2-1 W van Noord-Korea: 3-0 kwartfinale: W van Iran: 2-1 halve finale: V van DDR: 1-2 bronzen finale: W van Brazilië: 2-0 |

| Groep D |             |             |             |             |             |            |            |            |        |
| #       | Land        | Wedstrijden | Wedstrijden | Wedstrijden | Wedstrijden | Doelpunten | Doelpunten | Doelpunten | Punten |
| #       | Land        | G           | W           | G           | V           | V          | T          | Saldo      | Punten |
| 1       | Sovjet-Unie | 2           | 1           | 1           | 0           | 2          | 1          | +1         | 3      |
| 2       | Noord-Korea | 2           | 1           | 1           | 0           | 1          | 0          | +1         | 3      |
| 3       | Canada      | 2           | 0           | 0           | 2           | 1          | 3          | -2         | 0      |

| Ronde          | Datum     | Plaats      | Land | Score       | Land |
| -------------- | --------- | ----------- | ---- | ----------- | ---- |
| Groepsfase     |           |             |      |             |      |
| 19 juli        | Montréal  | Canada      | 1-2  | Sovjet-Unie |      |
| 23 juli        | Ottowa    | Sovjet-Unie | 3-0  | Noord-Korea |      |
| Kwartfinale    |           |             |      |             |      |
| 25 juli        | Sherbrook | Sovjet-Unie | 2-1  | Iran        |      |
| Halve finale   |           |             |      |             |      |
| 27 juli        | Montréal  | Sovjet-Unie | 1-2  | DDR         |      |
| Bronzen finale |           |             |      |             |      |
| 29 juli        | Montréal  | Sovjet-Unie | 2-0  | Brazilië    |      |

### Volleybal

#### Mannen
| Olympiër | Discipline | Resultaat | Prestatie |
| --- | ---------- | --------- | --- |
| Yefim Chulak Vladimir Kondra Yuri Starunsky Vladimir Chernyshov Vladimir Dorokhov Aleksandr Ermilov Oleh Molyboha Anatoliy Polishchuk Aleksandr Savin Pāvels Seļivanovs Vladimir Ulanov Vjatsjeslav Zajtsev | zaal (m)   | Zilver    | groep B: 1ste W van Italië: 3-0 (15-6, 15-3, 15-6) W van Brazilië: 3-0 (15-7, 15-11, 15-2) W van Japan: 3-0 (15-9, 15-10, 15-9) halve finale: W van Cuba: 3-0 (15-12, 15-7, 15-8) finale: V van Polen: 2-3 (15-11, 13-15, 15-12, 17-19, 7-15) |

| Groep B |             |             |             |             |             |             |             |        |        |        |        |
| #       | Land        | Wedstrijden | Wedstrijden | Wedstrijden | Wedstrijden | Wedstrijden | Wedstrijden | Punten | Punten | Punten | Punten |
| #       | Land        | G           | W           | V           | SW          | SV          | SR          | SPW    | SPL    | Saldo  | Punten |
| 1       | Sovjet-Unie | 3           | 3           | 0           | 9           | 0           | +9          | 135    | 63     | +72    | 6      |
| 2       | Japan       | 3           | 2           | 1           | 6           | 3           | +3          | 118    | 89     | +29    | 5      |
| 3       | Brazilië    | 3           | 1           | 2           | 3           | 8           | -5          | 118    | 142    | -24    | 4      |
| 4       | Italië      | 3           | 0           | 3           | 2           | 9           | -7          | 81     | 158    | -77    | 3      |

| Ronde        | Datum    | Plaats      | Land | Score       | Land |
| ------------ | -------- | ----------- | ---- | ----------- | ---- |
| Groepsfase   |          |             |      |             |      |
| 18 juli      | Montréal | Sovjet-Unie | 3-0  | Italië      |      |
| 20 juli      | Montréal | Sovjet-Unie | 3-0  | Brazilië    |      |
| 25 juli      | Montréal | Sovjet-Unie | 3-0  | Japan       |      |
| Halve finale |          |             |      |             |      |
| 29 juli      | Montréal | Cuba        | 0-3  | Sovjet-Unie |      |
| Finale       |          |             |      |             |      |
| 30 juli      | Montréal | Polen       | 3-2  | Sovjet-Unie |      |

#### Vrouwen
| Olympiër | Discipline | Resultaat | Prestatie |
| --- | ---------- | --------- | --- |
| Larisa Bergen Liudmila Chernyshova Olga Kozakova Natalya Kushnir Nina Muradyan Liliya Osadchaya Anna Rostova Lyubov Rudovskaya Inna Ryskal Lyudmila Shchetinina Nina Smoleeva Zoya Yusova | zaal (v)   | Zilver    | groep B: 1ste W van Zuid-Korea: 3-1 (16-14, 12-15, 15-2, 16-14) W van Cuba: 3-1 (15-9, 13-15, 15-11, 15-10) W van DDR: 3-2 (15-11, 13-15, 11-15, 15-5, 15-1) halve finale: W van Hongarije: 3-0 (15-10, 15-10, 15-9) finale: V van Japan: 0-3 (7-15, 8-15, 2-15) |

| Groep B |             |             |             |             |             |             |             |        |        |        |        |
| #       | Land        | Wedstrijden | Wedstrijden | Wedstrijden | Wedstrijden | Wedstrijden | Wedstrijden | Punten | Punten | Punten | Punten |
| #       | Land        | G           | W           | V           | SW          | SV          | SR          | SPW    | SPL    | Saldo  | Punten |
| 1       | Sovjet-Unie | 3           | 3           | 0           | 9           | 4           | +5          | 186    | 137    | +49    | 6      |
| 2       | Zuid-Korea  | 3           | 2           | 1           | 7           | 7           | 0           | 179    | 171    | +8     | 5      |
| 3       | Cuba        | 3           | 1           | 2           | 6           | 7           | −1          | 150    | 168    | −18    | 4      |
| 4       | DDR         | 3           | 0           | 3           | 5           | 9           | −4          | 144    | 183    | −39    | 3      |

| Ronde        | Datum    | Plaats      | Land | Score       | Land |
| ------------ | -------- | ----------- | ---- | ----------- | ---- |
| Groepsfase   |          |             |      |             |      |
| 20 juli      | Montréal | Zuid-Korea  | 1-3  | Sovjet-Unie |      |
| 22 juli      | Montréal | Cuba        | 1-3  | Sovjet-Unie |      |
| 24 juli      | Montréal | Sovjet-Unie | 3-2  | DDR         |      |
| Halve finale |          |             |      |             |      |
| 29 juli      | Montréal | Hongarije   | 03   | Sovjet-Unie |      |
| Finale       |          |             |      |             |      |
| 30 juli      | Montréal | Japan       | 3-0  | Sovjet-Unie |      |

### Waterpolo
| Olympiër | Discipline | Resultaat | Prestatie |
| --- | ---------- | --------- | --- |
| Aleksey Barkalov Aleksandr Dolgushin Aleksandr Dreval Vladimir Iselidze Aleksandr Kabanov Anatoly Klebanov Sergey Kotenko Nikolay Melnikov Nugzar Mshvenyeradze Vitaly Romanchuk Aleksandr Zakharov | mannen     | 8e        | groep B: 3de G van Roemenië: 5-5 V van Nederland: 2-3 W van Mexico: 7-4 7-12de plek: 2de V van Cuba: 0-5 W van Mexico: 4-3 W van Australië: 7-2 G van Canada: 6-6 W van Iran: 16-0 |

| Groep B |             |             |             |             |             |        |        |        |        |
| #       | Land        | Wedstrijden | Wedstrijden | Wedstrijden | Wedstrijden | Punten | Punten | Punten | Punten |
| #       | Land        | G           | W           | G           | V           | V      | T      | Saldo  | Punten |
| 1       | Nederland   | 3           | 3           | 0           | 0           | 14     | 10     | +4     | 6      |
| 2       | Roemenië    | 3           | 1           | 1           | 1           | 18     | 14     | +4     | 3      |
| 3       | Sovjet-Unie | 3           | 1           | 1           | 1           | 14     | 12     | +2     | 3      |
| 4       | Mexico      | 3           | 0           | 0           | 3           | 10     | 20     | −10    | 0      |

| Ronde      | Datum    | Plaats      | Land | Score       | Land |
| ---------- | -------- | ----------- | ---- | ----------- | ---- |
| Groepsfase |          |             |      |             |      |
| 18 juli    | Montréal | Roemenië    | 5-5  | Sovjet-Unie |      |
| 18 juli    | Montréal | Nederland   | 3-2  | Sovjet-Unie |      |
| 19 juli    | Montréal | Sovjet-Unie | 7-4  | Mexico      |      |

| Groep 7-12de plaats |             |             |             |             |             |        |        |        |        |
| #                   | Land        | Wedstrijden | Wedstrijden | Wedstrijden | Wedstrijden | Punten | Punten | Punten | Punten |
| #                   | Land        | G           | W           | G           | V           | V      | T      | Saldo  | Punten |
| 1                   | Cuba        | 5           | 4           | 1           | 0           | 34     | 14     | +20    | 9      |
| 2                   | Sovjet-Unie | 5           | 3           | 1           | 1           | 33     | 16     | +17    | 7      |
| 3                   | Canada      | 5           | 2           | 2           | 1           | 27     | 21     | +6     | 6      |
| 4                   | Mexico      | 5           | 1           | 3           | 1           | 26     | 19     | +7     | 5      |
| 5                   | Australië   | 5           | 1           | 1           | 3           | 20     | 25     | −5     | 3      |
| 6                   | Iran        | 5           | 0           | 0           | 5           | 8      | 53     | −45    | 0      |

| Ronde      | Datum    | Plaats      | Land | Score       | Land |
| ---------- | -------- | ----------- | ---- | ----------- | ---- |
| Groepsfase |          |             |      |             |      |
| 22 juli    | Montréal | Cuba        | 5-0  | Sovjet-Unie |      |
| 23 juli    | Montréal | Sovjet-Unie | 4-3  | Mexico      |      |
| 24 juli    | Montréal | Sovjet-Unie | 7-2  | Australië   |      |
| 26 juli    | Montréal | Canada      | 6-6  | Sovjet-Unie |      |
| 27 juli    | Montréal | Sovjet-Unie | 16-0 | Iran        |      |

### Wielersport
| Olympiër                                                         | Discipline                    | Resultaat | Prestatie |
| Baan                                                             | Baan                          | Baan      | Baan |
| ---------------------------------------------------------------- | ----------------------------- | --------- | --- |
| Sergey Kravtsov                                                  | sprint (m)                    | 5e        | 1ste ronde serie 6: W van COL Echevarry: 11,16 2de ronde serie 6: 2de herkansingen: 1ste in 11,31 herkansingen 2: W van BEL Vaarten: 11,30 kwartfinale: V van FRA Morelon: 0-2 5-8ste plek: 1ste   |
| Eduard Rapp                                                      | tijdrit (m)                   | DSQ       | gediskwalificeerd |
| Vladimir Osokin                                                  | individuele achtervolging (m) | 5e        | kwalificatie: 1ste in 4.48,31 1ste ronde: W van HUN Szűcs: 4.45,10 kwartfinale: W van NOR Georg Iversen: 4.48,27 halve finale: V van FRG Braun: 4.45,67 bronzen finale: V van GDR Huschke: 4.57,34 |
| Vladimir Osokin Aleksandr Perov Vitaly Petrakov Viktor Sokolov   | ploegenachtervolging (m)      | Zilver    | kwalificatie: 2de in 4.24,11 kwartfinale: W van Italië: 4.21,31 halve finale: W van DDR: 4.20,95 finale: V van Bondsrepubliek Duitsland: 4.27,15                                                   |
| Weg                                                              |                               |           | |
| Aleksandr Averin                                                 | wegwedstrijd (m)              | 17e       | 4:49.01 |
| Valery Chaplygin                                                 | wegwedstrijd (m)              | 39e       | 4:49.01 |
| Nikolay Gorelov                                                  | wegwedstrijd (m)              | 5e        | 4:47.23 |
| Aavo Pikkuus                                                     | wegwedstrijd (m)              | 44e       | 4:54.49 |
| Valery Chaplygin Anatoly Chukanov Vladimir Kaminsky Aavo Pikkuus | ploegentijdrit (m)            | Goud      | 2:08.53 |

### Worstelen
| Olympiër             | Discipline  | Resultaat   | Prestatie |
| Vrije stijl          | Vrije stijl | Vrije stijl | Vrije stijl |
| -------------------- | ----------- | ----------- | --- |
| Roman Dmitriyev      | -48kg (m)   | Zilver      | 1ste ronde: W van USA Rosado: val 2de ronde: W van HUN Gyulai: val 3de ronde: W van TUR Özdemir: gediskwalificeerd 4de ronde: W van BUL Isaev: 9-7 5de ronde: W van MGL Khishigbaatar: val 6de ronde: V van JPN Kudo: gediskwalificeerd                                     |
| Aleksandr Ivanov     | -52kg (m)   | Zilver      | 1ste ronde: W van CUB Abreu: gediskwalificeerd 2de ronde: W van ROU Măndilă: 22-4 3de ronde: W van USA Haines: 18-10 4de ronde: W van PRK Li: 22-19 5de ronde: W van POL Stecyk: 26-5 6de ronde: V van JPN Takada: 11-20 7de ronde: W van KOR Jeon: val                     |
| Vladimir Yumin       | -57kg (m)   | Goud        | 1ste ronde: W van PRK Li: 20-5 2de ronde: V van MGL Khoilogdorj: val 3de ronde: W van GDR Brüchert: 10-5 4de ronde: vrij 5de ronde: W van JPN Arai: 11-5 6de ronde: W van BUL Dukov: 9-4                                                                                    |
| Sergey Timofeyev     | -62kg (m)   | 6e          | 1ste ronde: W van GBR Dawes: val 2de ronde: W van PUR Varela: val 3de ronde: V van GDR Strumpf: 13-17 4de ronde: V van USA Davis: 13-29 |
| Pavel Pinigin        | -68kg (m)   | Goud        | 1ste ronde: W van YUG Sejdi: 8-3 2de ronde: W van TUR Sari: 10-3 3de ronde: vrij 4de ronde: W van MGL Natsagdorj: 4-3 5de ronde: W van ISR Miron: gediskwalificeerd 6de ronde: V van JPN Sugawara 7de ronde: W van USA Keaser: 12-1                                         |
| Ruslan Ashuraliyev   | -74kg (m)   | 4e          | 1ste ronde: V van IRI Barzegar 2de ronde: W van ITA Spagnoli: val 3de ronde: W van BUL Pavlov: 13-4 4de ronde: W van ROU Pîrcălabu: 10-4 5de ronde: V van USA Dziedzic: 6-9                                                                                                 |
| Viktor Novozhilov    | -82kg (m)   | Zilver      | 1ste ronde: W van ROU Iorga: gediskwalificeerd 2de ronde: W van CAN Deschatelets: val 3de ronde: W van BUL Abilov: 11-2 4de ronde: W van JPN Motegi: val 5de ronde: V van USA Peterson: 4-20 6de ronde: W van FRG Seger: 13-9                                               |
| Levan Tediashvili    | -90kg (m)   | Goud        | 1ste ronde: W van ISV Thomas: val 2de ronde: W van SWE Andersson: 16-2 3de ronde: W van GBR Allan: val 4de ronde: W van GDR Stottmeister: 17-3 5de ronde: W van CAN Paice: gediskwalificeerd 6de ronde: W van ROU Morcov: 7-2 7de ronde: W van USA Peterson: 11-5           |
| Ivan Yarygin         | -100kg (m)  | Goud        | 1ste ronde: W van GDR Büttner: 13-5 2de ronde: W van ARG Verník: val 3de ronde: W van BUL Kostov: 16-5 4de ronde: W van TCH Drozda: val 5de ronde: W van USA Hellickson: 19-13                                                                                              |
| Soslan Andiyev       | +100kg (m)  | Goud        | 1ste ronde: W van HUN Balla: gediskwalificeerd 2de ronde: W van USA Jackson: val 3de ronde: W van CAN Geris: val 4de ronde: W van BUL Dinev: 8-3 5de ronde: W van ROU Șimon: 11-5 6de ronde: W van GDR Gehrke: gediskwalificeerd                                            |
| Grieks-Romeins       |             |             | |
| Aleksey Shumakov     | -48kg (m)   | Goud        | 1ste ronde: W van HUN Seres: gediskwalificeerd 2de ronde: W van MGL Javkhlantögs: gediskwalificeerd 3de ronde: W van USA Farina: gediskwalificeerd 4de ronde: vrij 5de ronde: W van JPN Moriwaki: val 6de ronde: W van BUL Angelov: 5-4 7de ronde: W van ROU Berceanu: 10-6 |
| Vitaly Konstantinov  | -52kg (m)   | Goud        | 1ste ronde: W van ITA Caltabiano: 10-8 2de ronde: W van ROU Gingă: 17-11 3de ronde: W van BEL Mewis: 22-4 4de ronde: W van KOR Baek: val 5de ronde: W van FRG Krauß: 16-11 6de ronde: V van JPN Hirayama: 3-6                                                               |
| Farkhat Mustafin     | -57kg (m)   | Brons       | 1ste ronde: W van HUN Doncsecz: 9-2 2de ronde: V van FIN Ukkola: 5-6 3de ronde: W van ROU Boțilă: 14-6 4de ronde: W van POL Lipień: 29-4 5de ronde: vrij 6de ronde: V van YUG Frgić: gediskwalificeerd 7de ronde: vrij                                                      |
| Nelson Davidyan      | -62kg (m)   | Zilver      | 1ste ronde: W van FRA Lacaze: val 2de ronde: W van GRE Mygiakis: 15-2 3de ronde: W van TUR Uysal: val 4de ronde: vrij 5de ronde: V van HUN Réczi: 2-4 6de ronde: W van POL Lipień: 10-6 7de ronde: W van JPN Miyahara: 20-4                                                 |
| Suren Nalbandyan     | -68kg (m)   | Goud        | 1ste ronde: W van BUL Nedev: gediskwalificeerd 2de ronde: W van HUN Toma: gediskwalificeerd 3de ronde: W van IRI Alizadeh Koldkeshi: val 4de ronde: W van ROU Rusu: 5-3 5de ronde: W van POL Supron: 7-4 6de ronde: W van GDR Wehling: 12-9                                 |
| Anatoly Bykov        | -74kg (m)   | Goud        | 1ste ronde: W van FRG Helbing: gediskwalificeerd 2de ronde: W van HUN Toma: gediskwalificeerd 3de ronde: vrij 4de ronde: W van ROU Ciobotaru: 7-6 5de ronde: W van GDR Göpfert: gediskwalificeerd 6de ronde: W van TCH Mácha: 7-3                                           |
| Vladimir Cheboksarov | -82kg (m)   | Zilver      | 1ste ronde: W van JPN Takanishi: val 2de ronde: W van FIN Manni: 16-9 3de ronde: V van YUG Petković 4de ronde: W van TCH Janota: 8-3 5de ronde: W van BUL Kolev: 14-7 6de ronde: W van SWE Andersson: val                                                                   |
| Valery Rezantsev     | -90kg (m)   | Goud        | 1ste ronde: W van FRA Grangier: gediskwalificeerd 2de ronde: W van ROU Dicu: val 3de ronde: W van JPN Sato: val 4de ronde: W van POL Kwieciński: 9-3 5de ronde: W van BUL Nikolov                                                                                           |
| Nikolay Balboshin    | -100kg (m)  | Goud        | 1ste ronde: W van ROU Martinescu: val 2de ronde: W van BUL Goranov: gediskwalificeerd 3de ronde: W van HUN Farkas: val 4de ronde: W van USA Rheingans: val 5de ronde: W van POL Skrzydlewski: val                                                                           |
| Aleksandr Kolchinsky | +100kg (m)  | Goud        | 1ste ronde: W van POL Tomanek: val 2de ronde: W van ARG Braconi: val 3de ronde: W van NOR Gundersen: val 4de ronde: vrij 5de ronde: W van ROU Codreanu: val 5de ronde: W van BUL Tomov: 12-6                                                                                |

### Zeilen
| Olympiër                                            | Discipline      | Resultaat | Prestatie                         |
| --------------------------------------------------- | --------------- | --------- | --------------------------------- |
| Andrey Balashov                                     | finn            | Zilver    | 39,7 punten: (4-4-22-1-3-4-5)     |
| Aleksandr Potapov Viktor Potapov                    | 470             | 4e        | 57,0 punten: (2-2-15-10-4-4-13)   |
| Vladimir Leontiev Valerii Zubanov                   | flying dutchman | 5e        | 59,4 punten: (3-11-6-5-9-11-1)    |
| Vyacheslav Tineyev Vladimir Vassiliev               | tornado klasse  | 12e       | 97,0 punten: (11-12-8-13-10-13-7) |
| Vladislav Akimenko Valentin Mankin                  | tempest klasse  | Zilver    | 30,4 punten: (1-4-4-3-2-3-5)      |
| Boris Budnikov Nikolai Poliakov Valentin Zamotaykin | soling klasse   | 4e        | 48,7 punten: (4-1-12-DSQ-3-8-2)   |

### Zwemmen
| Olympiër                                                                                          | Discipline            | Resultaat | Prestatie                                                                           |
| ------------------------------------------------------------------------------------------------- | --------------------- | --------- | ----------------------------------------------------------------------------------- |
| Andrey Bogdanov                                                                                   | 100m vrije slag (m)   | 14e       | serie 1: 1ste in 53,23 swimm-off: 1ste in 52,82 halve finale 1: 8ste in 53,05       |
| Vladimir Bure                                                                                     | 100m vrije slag (m)   | 7e        | serie 4: 1ste in 51,81 halve finale 1: 4de in 51,93 finale: 7de in 52,03            |
| Andrey Krylov                                                                                     | 100m vrije slag (m)   | 8e        | serie 4: 2de in 52,02 halve finale 2: 4de in 52,32 finale: 8ste in 52,15            |
| Andrey Bogdanov                                                                                   | 200m vrije slag (m)   | 8e        | serie 2: 1ste in 1.52,71 (OR) finale: 8ste in 1.53,33                               |
| Sergey Koplyakov                                                                                  | 200m vrije slag (m)   | 10e       | serie 1: 1ste in 1.53,44                                                            |
| Andrey Krylov                                                                                     | 200m vrije slag (m)   | 4e        | serie 4: 1ste in 1.51,42 finale: 4de in 1.50,73                                     |
| Vladimir Mikheyev                                                                                 | 400m vrije slag (m)   | 7e        | serie 5: 1ste in 4.00,20 finale: 7de in 4.00,79                                     |
| Vladimir Raskatov                                                                                 | 400m vrije slag (m)   | Brons     | serie 3: 1ste in 3.57,56 (OR) finale: 3de in 3.55,76                                |
| Vladimir Salnikov                                                                                 | 400m vrije slag (m)   | 19e       | serie 4: 4de in 4.02,79                                                             |
| Igor Kushpelev                                                                                    | 1500m vrije slag (m)  | 10e       | serie 2: 3de in 15.43,88                                                            |
| Valentin Parinov                                                                                  | 1500m vrije slag (m)  | 9e        | serie 4: 2de in 15.41,13                                                            |
| Vladimir Salnikov                                                                                 | 1500m vrije slag (m)  | 5e        | serie 1: 2de in 15.39,04 finale: 5de in 15.29,45                                    |
| Ivan Mikolutsky                                                                                   | 100m rugslag (m)      | 38e       | serie 1: 6de in 1.03,86                                                             |
| Igor Omelchenk'o                                                                                  | 100m rugslag (m)      | 13e       | serie 5: 3de in 59,03 halve finale 1: 6de in 58,77                                  |
| Ivan Mikolutsky                                                                                   | 200m rugslag (m)      | 22e       | serie 2: 5de in 2.09,78                                                             |
| Igor Omelchenk'o                                                                                  | 200m rugslag (m)      | 13e       | serie 1: 3de in 2.07,95                                                             |
| Vladimir Dementyev                                                                                | 100m schoolslag (m)   | 19e       | serie 3: 4de in 1.06,96                                                             |
| Arvydas Juozaitis                                                                                 | 100m schoolslag (m)   | Brons     | serie 2: 1ste in 1.04,78 (OR) halve finale 2: 4de in 1.04,76 finale: 3de in 1.04,23 |
| Nikolay Pankin                                                                                    | 100m schoolslag (m)   | 11e       | serie 1: 2de in 1.05,38 halve finale 2: 6de in 1.05,59                              |
| Arvydas Juozaitis                                                                                 | 200m schoolslag (m)   | 6e        | serie 1: 2de in 2.22,59 finale: 6de in 2.21,87                                      |
| Aigars Kudis                                                                                      | 200m schoolslag (m)   | 9e        | serie 4: 3de in 2.23,45                                                             |
| Nikolay Pankin                                                                                    | 200m schoolslag (m)   | 7e        | serie 2: 2de in 2.22,82 finale: 7de in 2.22,21                                      |
| Aleksandr Manachinsky                                                                             | 100m vlinderslag (m)  | 21e       | serie 4: 4e in 57,64                                                                |
| Yevgeny Seredin                                                                                   | 100m vlinderslag (m)  | 16e       | serie 1: 1ste in 56,95 halve finale 1: 8ste in 57,46                                |
| Mikhail Gorelik                                                                                   | 200m vlinderslag (m)  | 9e        | serie 5: 3de in 2.02,96                                                             |
| Aleksandr Manachinsky                                                                             | 200m vlinderslag (m)  | 8e        | serie 6: 2de in 2.02,91 finale: 8ste in 2.04,61                                     |
| Anatoly Smirnov                                                                                   | 200m vlinderslag (m)  | 31e       | serie 5: 6de in 2.10,50                                                             |
| Mikhail Gorelik                                                                                   | 400m wisselslag (m)   | DSQ       | serie 2: gediskwalificeerd                                                          |
| Anatoly Smirnov                                                                                   | 400m wisselslag (m)   | 11e       | serie 5: 2de in 4.33,88                                                             |
| Andrey Smirnov                                                                                    | 400m wisselslag (m)   | Brons     | serie 5: 1ste in 4.29,92 finale: 3de in 4.26,90                                     |
| Andrey Bogdanov Sergey Koplyakov Andrey Krylov Vladimir Mikheyev Vladimir Raskatov Andrey Smirnov | 4x200m vrije slag (m) | Zilver    | serie 2: 1ste in 7.33,21 finale: 2de in 7.27,97                                     |
| Andrey Bogdanov Arvydas Juozaitis Andrey Krylov Igor Omelchenk'o Nikolay Pankin Yevgeny Seredin   | 4x100m wisselslag (m) | 5e        | serie 2: 3de in 3.53,64 finale: 5de in 3.49,90                                      |
|                                                                                                   |                       |           |                                                                                     |
| Marina Klyuchnikova                                                                               | 100m vrije slag (v)   | 21e       | serie 5: 4de in 59,30                                                               |
| Lyubov Kobzova                                                                                    | 100m vrije slag (v)   | 17e       | serie 7: 3de in 58,93                                                               |
| Irina Vlasova                                                                                     | 100m vrije slag (v)   | 18e       | serie 3: 3de in 58,99                                                               |
| Lyubov Kobzova                                                                                    | 200m vrije slag (v)   | 15e       | serie 2: 3de in 2.05,55                                                             |
| Larisa Tsaryova                                                                                   | 200m vrije slag (v)   | 11e       | serie 1: 2de in 2.03,98                                                             |
| Irina Vlasova                                                                                     | 200m vrije slag (v)   | 8e        | serie 3: 1ste in 2.03,67 finale: 8ste in 2.05,63                                    |
| Irina Vlasova                                                                                     | 400m vrije slag (v)   | 12e       | serie 4: 4de in 4.21,19                                                             |
| Irina Vlasova                                                                                     | 800m vrije slag (v)   | DNS       | serie 3: niet gestart                                                               |
| Nadezhda Stavko                                                                                   | 100m rugslag (v)      | 6e        | serie 4: 3de in 1.05,39 halve finale 2: 5de in 1.05,23 finale: 6de in 1.05,19       |
| Klavdiya Studennikova                                                                             | 100m rugslag (v)      | 10e       | serie 1: 2de in 1.05,56 halve finale 1: 4de in 1.05,73                              |
| Nadezhda Stavko                                                                                   | 200m rugslag (v)      | 4e        | serie 4: 3de in 2.17,67 finale: 4de in 2.16,28                                      |
| Klavdiya Studennikova                                                                             | 200m rugslag (v)      | 7e        | serie 3: 2de in 2.18,47 finale: 7de in 2.17,74                                      |
| Marina Koshevaya                                                                                  | 100m schoolslag (v)   | Brons     | serie 1: 1ste in 1.14,64 halve finale 2: 2de in 1.13,20 finale: 3de in 1.13,30      |
| Lyubov Rusanova                                                                                   | 100m schoolslag (v)   | Zilver    | serie 3: 1ste in 1.14,14 halve finale 1: 1ste in 1.13,53 finale: 2de in 1.13,04     |
| Marina Yurchenya                                                                                  | 100m schoolslag (v)   | 6e        | serie 4: 1ste in 1.14,81 halve finale 1: 3de in 1.13,96 finale: 6de in 1.14,17      |
| Marina Koshevaya                                                                                  | 200m schoolslag (v)   | Goud      | serie 1: 1ste in 2.35,14 (OR) finale: 1ste in 2.33,35 (WR)                          |
| Lyubov Rusanova                                                                                   | 200m schoolslag (v)   | Brons     | serie 4: 2de in 2.37,45 finale: 3de in 2.36,22                                      |
| Marina Yurchenya                                                                                  | 200m schoolslag (v)   | Zilver    | serie 2: 1ste in 2.37,92 finale: 2de in 2.36,08                                     |
| Lyubov Kobzova                                                                                    | 100m vlinderslag (v)  | DNS       | serie 4: niet gestart                                                               |
| Nataliya Popova                                                                                   | 100m vlinderslag (v)  | 23e       | serie 5: 4de in 1.05,22                                                             |
| Tamara Shelofastova                                                                               | 100m vlinderslag (v)  | 8e        | serie 5: 2de in 1.02,40 halve finale 1: 3de in 1.02,40 finale: 8ste in 1.02,74      |
| Nataliya Popova                                                                                   | 200m vlinderslag (v)  | 8e        | serie 3: 2de in 2.14,65 finale: 8ste in 2.14,50                                     |
| Tamara Shelofastova                                                                               | 200m vlinderslag (v)  | 7e        | serie 2: 1ste in 2.14,39 (OR) finale: 7de in 2.14,26                                |
| Nataliya Popova                                                                                   | 400m wisselslag (v)   | 17e       | serie 2: 4de in 5.15,75                                                             |
| Marina Klyuchnikova Lyubov Kobzova Larisa Tsaryova Irina Vlasova                                  | 4x100m vrije slag (v) | 5e        | serie 2: 3de in 3.53,67 finale: 5de in 3.52,69                                      |
| Tamara Shelofastova Nadezhda Stavko Larisa Tsaryova Marina Yurchenya                              | 4x100m wisselslag (v) | 4e        | serie 3: 2de in 4.18,73 finale: 4de in 4.16,05                                      |

Amerikaanse Maagdeneilanden · Andorra · Antigua en Barbuda · Argentinië · Australië · Bahama's · Barbados · België · Belize · Bermuda · Bolivia · Bondsrepubliek Duitsland · Brazilië · Bulgarije · Canada · Chili · Colombia · Costa Rica · Cuba · Denemarken · Dominicaanse Republiek · Duitse Democratische Republiek · Ecuador · Egypte · Fiji · Filipijnen · Finland · Frankrijk · Griekenland · Groot-Brittannië · Guatemala · Haïti · Honduras · Hongarije · Hongkong · Ierland · IJsland · India · Indonesië · Iran · Israël · Italië · Ivoorkust · Jamaica · Japan · Joegoslavië · Kaaimaneilanden · Kameroen · Koeweit · Libanon · Liechtenstein · Luxemburg · Maleisië · Marokko · Mexico · Monaco · Mongolië · Nederland · Nederlandse Antillen · Nepal · Nicaragua · Nieuw-Zeeland · Noord-Korea · Noorwegen · Oostenrijk · Pakistan · Panama · Papoea-Nieuw-Guinea · Paraguay · Peru · Polen · Portugal · Puerto Rico · Roemenië · San Marino · Saoedi-Arabië · Senegal · Singapore · Sovjet-Unie · Spanje · Suriname · Thailand · Trinidad en Tobago · Tsjecho-Slowakije · Tunesië · Turkije · Uruguay · Venezuela · Verenigde Staten · Zuid-Korea · Zweden · Zwitserland